# Quinta da Regaleira

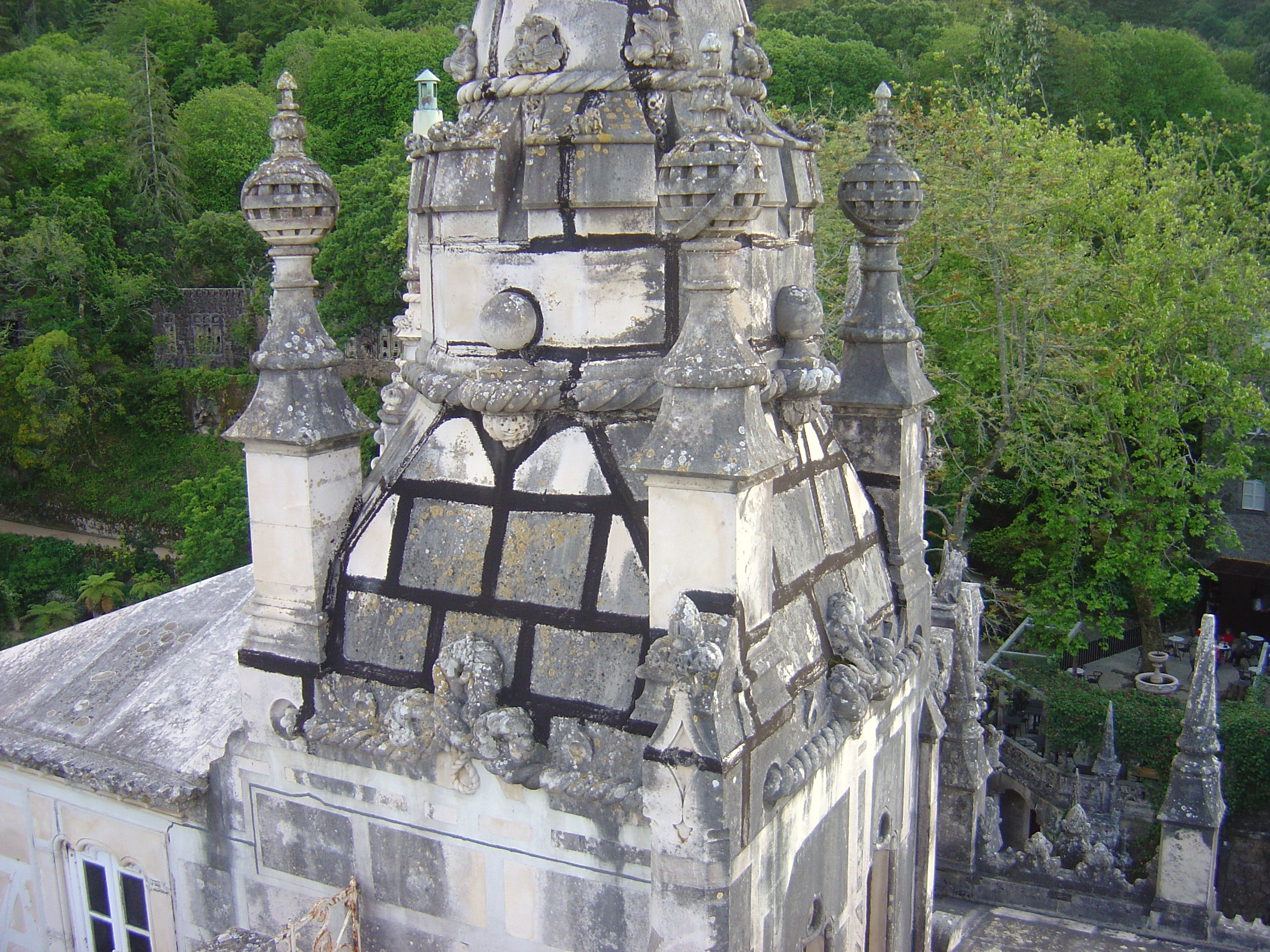
Un torrione del palazzo

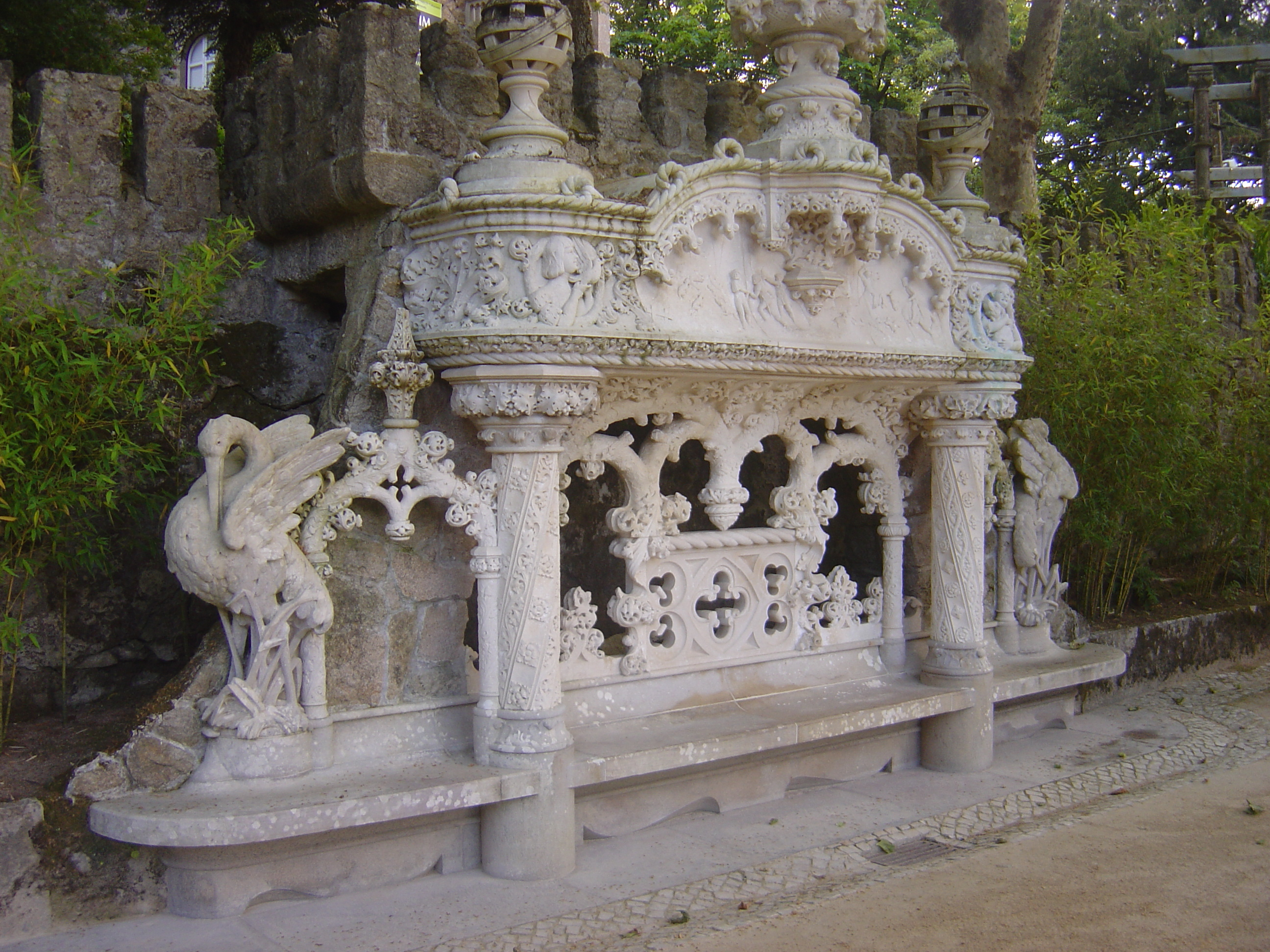
Una panchina in marmo

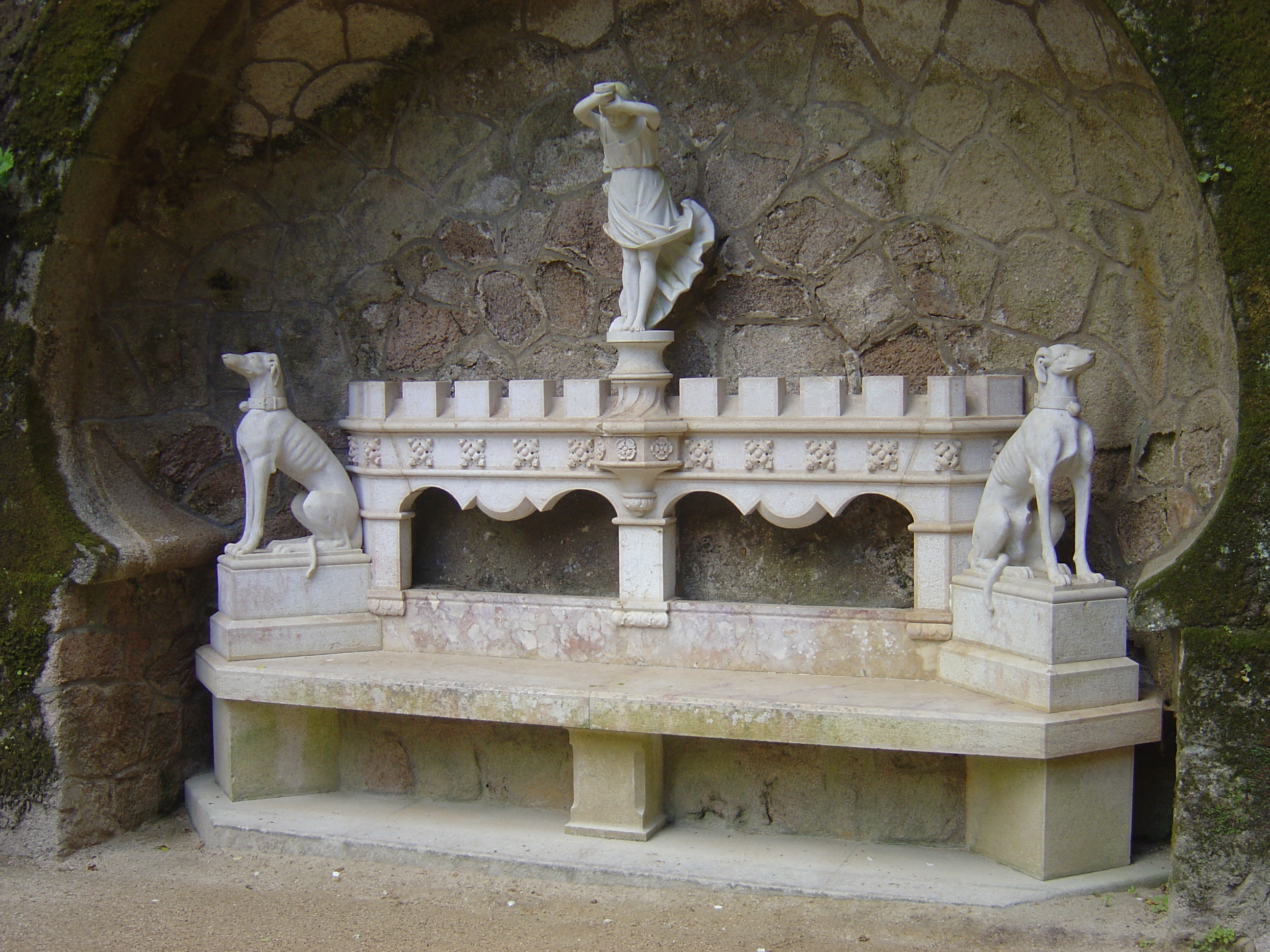
Altra panchina in marmo

La Quinta da Regaleira – chiamata comunemente anche Palácio da Regaleira (dal nome dell'edificio principale), a sua volta detto anche Palácio do Monteiro dos Milhões (dal nome del proprietario; letteralmente: “Palazzo del/di Monteiro dei milioni”) – è una tenuta  (in portoghese: quinta) di 4 ha con palazzo, giardini e grotte, situata nel centro storico della città portoghese di Sintra (a nord-ovest di Lisbona) e costruita – nella veste attuale – tra il 1904 ed il 1910 su progetto dell'architetto italiano Luigi Manini (1848-1936) e su commissione di António Augusto Carvalho Monteiro (1848-1920), che aveva acquistato la proprietà nel 1892.
La tenuta prende il nome dalla figlia di uno dei proprietari precedenti, divenuta in seguito baronessa di Regaleira.
Il palazzo e i giardini della Quinta da Regaleira, oggi proprietà del comune di Sintra e sede della Fondazione Cultursintra (Fundação Cultursintra), sono annoverati – come tutto il centro storico di Sintra – nel Patrimonio dell'Umanità dall'UNESCO.

## Ubicazione
La Quinta da Regaleira si trova nel centro storico di Sintra, vicino al Palazzo di Seteais (Palácio de Seteais).

## Caratteristiche

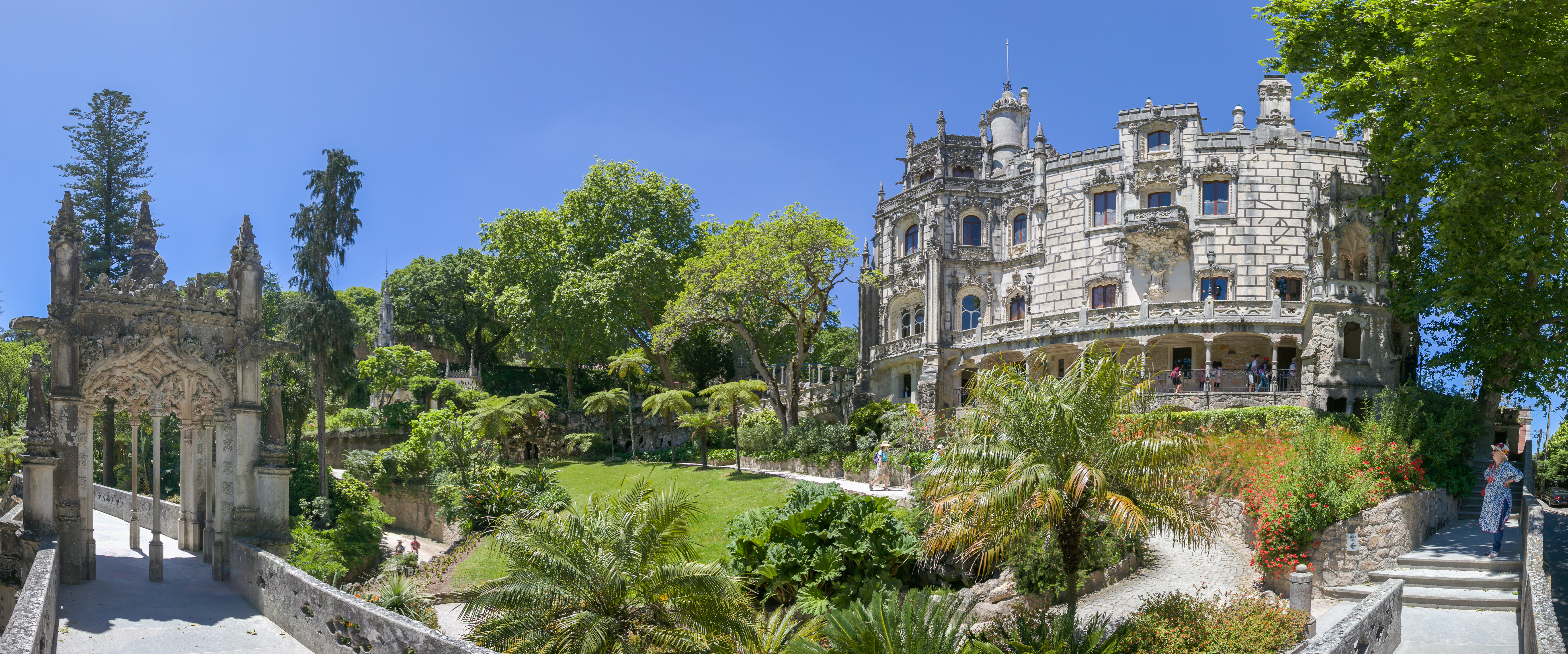
Veduta del Palazzo e di parte dei giardini

Nella tenuta si trovano statue, laghetti, grotte, labirinti, tempietti, ecc., il tutto circondato da una vegetazione e da giardini esotici.
Nella bizzarra e fantasiosa costruzione, si può osservare il connubio di vari stili architettonici: prevale il gotico-manuelino, ma vi sono anche tracce dello stile rinascimentale e di quello romanico.
Numerosi – come e più che nel Palácio Nacional da Pena – sono i riferimenti all'esoterismo, alla massoneria, all'alchimia e alla mitologia classica, tutto frutto delle concezioni di Carvalho Monteiro   (V. il paragrafo  Simbologia: Riferimenti all'esoterismo, alla massoneria, all'alchimia, ecc. )
Nella struttura, infine, è stato allestito anche un ristorante.

## Storia
Tra i primi proprietari del terreno su cui ora sorgono il palazzo e i giardini, vi fu un certo José Leite che lo acquistò nel 1697  e quindi un certo Francisco Albertino Guimarães de Castro che lo ottenne nel 1715 (prendendo così il nome di “Quinta do Castro”, oltre che di “Quinta da Torre”) in un'asta pubblica e vi alimentò una fontana preesistente, facendo canalizzare l'acqua della Serra de Sintra.
In seguito passò dapprima in possesso di un certo Manuel Bernardo (nel 1830), quindi, nel 1840 di un ricco mercante di Porto, soprannominato Allen e la cui figlia si sarebbe fregiata in seguito del titolo di baronessa di Regaleira (da cui il nome della tenuta).
Questi ultimi vendettero poi la proprietà nel 1892 ad António Augusto Carvalho Monteiro, un imprenditore che aveva fatto le proprie fortune in Brasile soprattutto grazie alle piantagioni di caffè e per questo soprannominato “Monteiro dos Milhões” (“Monteiro dei milioni”).
Fu così che la tenuta acquistò la forma attuale: Monteiro incaricò infatti l'architetto italiano Luigi Manini di costruirgli un palazzo circondato da giardini, ispirandosi al Palazzo del Buçaco (progettato dallo stesso Manini) e al Palácio Nacional da Pena..
I lavori di costruzione iniziarono nel 1904 e terminarono nel 1910.
Nel 1942, la tenuta fu venduta a Waldemar d'Orey, che iniziò delle opere di restauro. 
Nel 1987, la proprietà fu acquisita da un'impresa giapponese, la Aoki Corporation, e la tenuta rimase chiusa al pubblico, dovendo servire come abitazione privata.
Nel 1997 la Quinta da Regaleira venne infine acquistata dal comune di Sintra ed è ora aperta al pubblico. Ospita inoltre la Fondazione Cultursintra, che si occupa della salvaguardia e conservazione dei beni culturali.

## Punti d'interesse

Mappa della tenuta

Tra i punti d'interesse della tenuta vi sono, tra l'altro, oltre al Palazzo:  la Cappella della Santissima Trinità;  la Torre da Regaleira; il Pozzo Iniziatico, la Gruta da Leda, la Gruta do Labirinto, ecc.
Legenda della mappa a lato:

A) Palazzo

B) Cappella

C) Serra

D) Uffici della Fondazione Cultursintra

E) Casa delle carrozze (Cocheiras)

F) Officina delle Arti (Oficina das Artes)

G) Terrazza delle chimere (Terraço das Quimeras)

H) Loggia di Pisões (Loggia de Pisões)

I) Fontana dell'Ibis (Fonte do Ibis)

J) Fontana dell'Abbondanza (Fonte da Abundância)

K) Torre da Regaleira

L) Terrazzo dei Mondi Celesti (Terraço dos Mundos Celestes)

M) Portale dei guardiani (Portal dos Guardiães)

N) Pianerottolo degli Dei (Patamar dos Deuses)

O) Campo da tennis (Patamar do tennis)

P) Grotta dell'Acquario (Gruta do Aquário)

Q) Pozzo Iniziatico (Poço Iniciático)

R) Pozzo incompiuto (Poço Imperfeito)

S) Grotta del Labirinto (Gruta do Labirinto)

T) Grotta di Leda (Gruta da Leda)

U) Laghetto senza nome

V) Laghetto della Cascata (Lago da Cascata)

W) Grotta d'Oriente (Gruta do Oriente)

X) Grotta della Vergine (Gruta da Virgem)

1) Entrata principale

2) Entrata secondaria

3) Entrata superiore

### Bosco
Gran parte del terreno della tenuta è occupato dal bosco, disposto secondo le teorie del “primitivismo” di António Augusto Carvalho Monteiro, ovvero più ordinato e curato nella parte bassa e sempre più selvaggio man mano che si sale verso la parte alta.

### Palazzo
Il palazzo, ovvero l'edificio principale della tenuta, è frutto del lavoro dello scultore José da Fonseca ed è arredato con pavimenti di vetro veneziano.
L'edificio presenta una torre ottagonale.

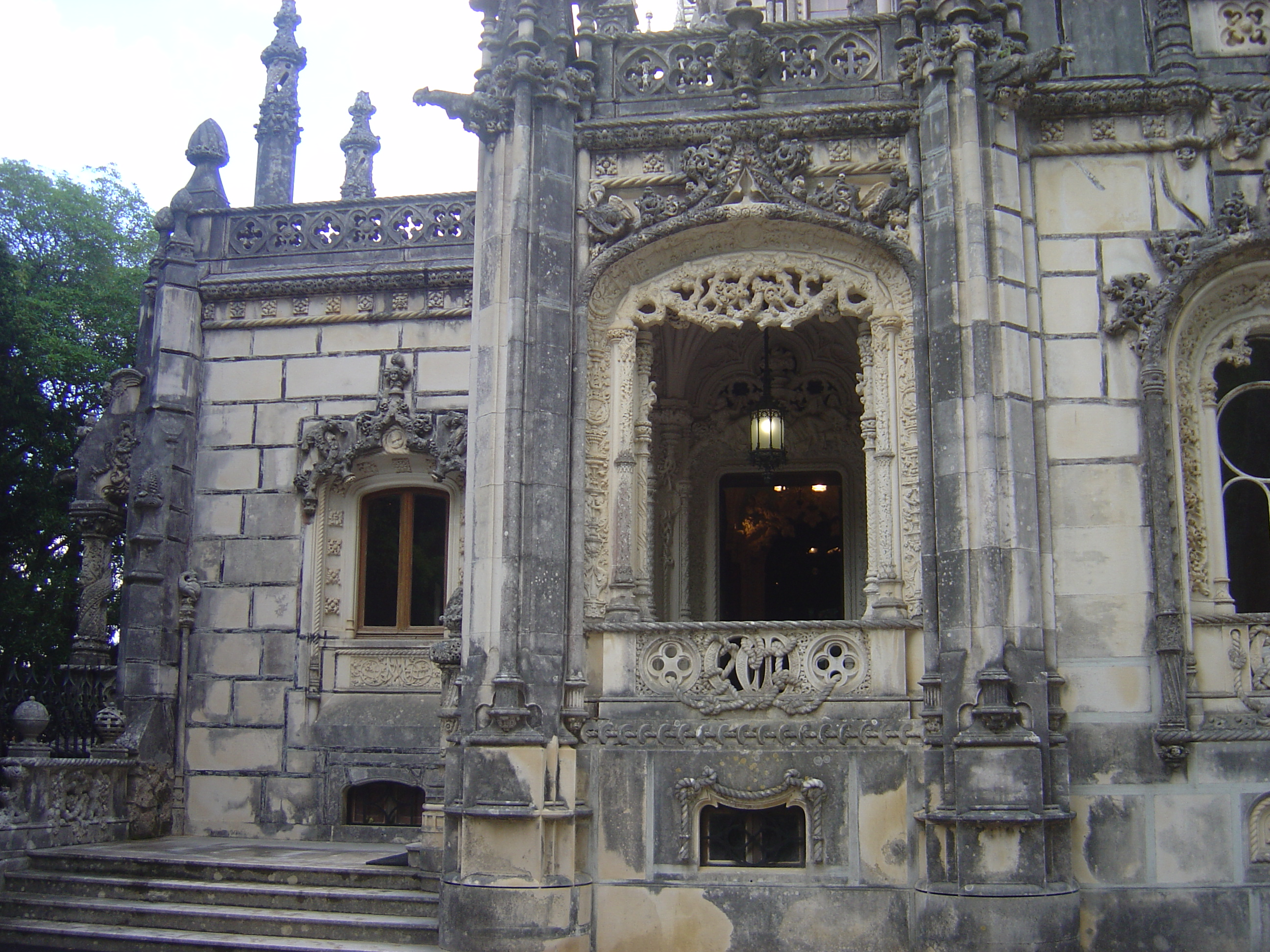
Entrata principale del Palazzo
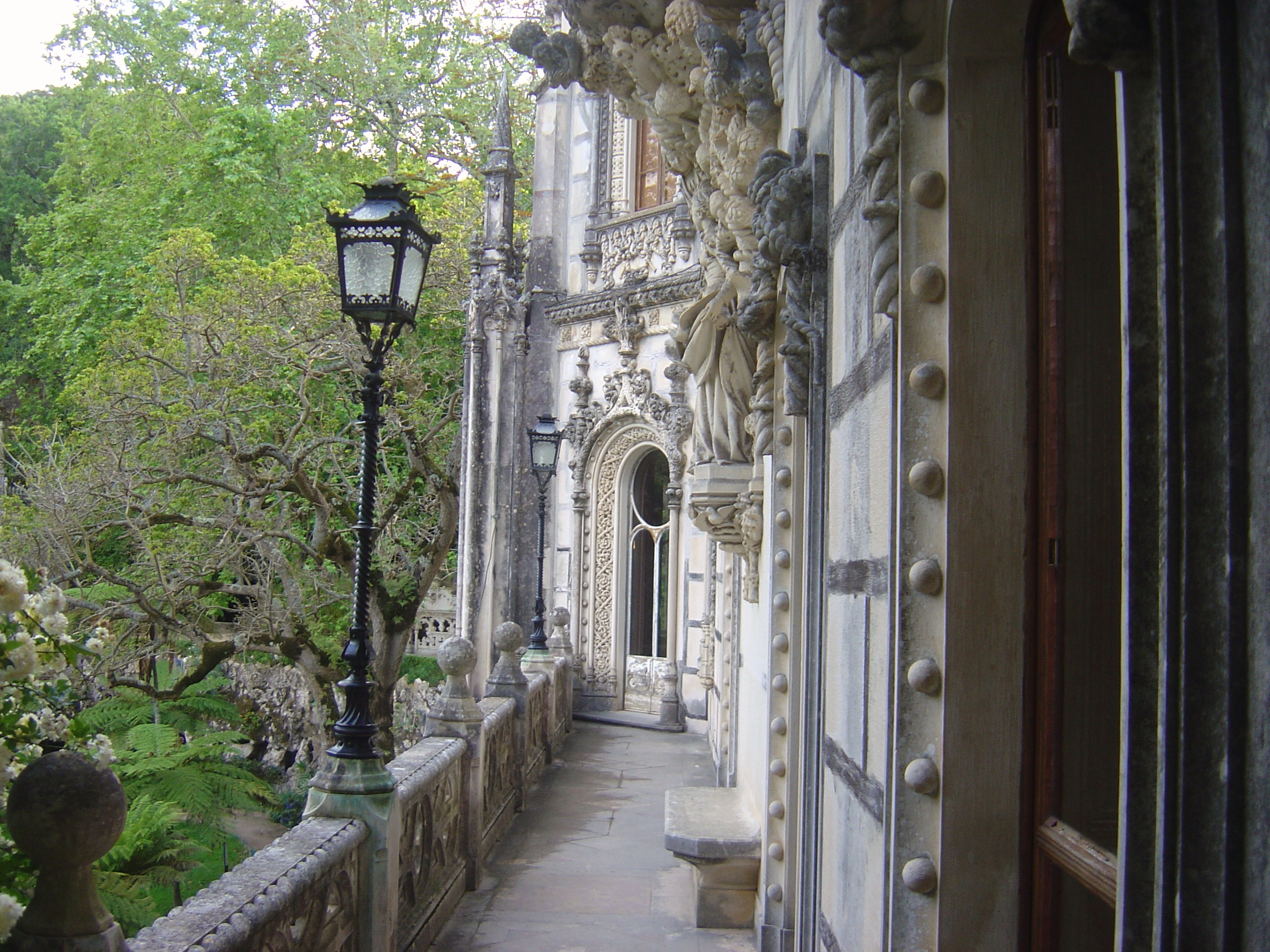
Veranda
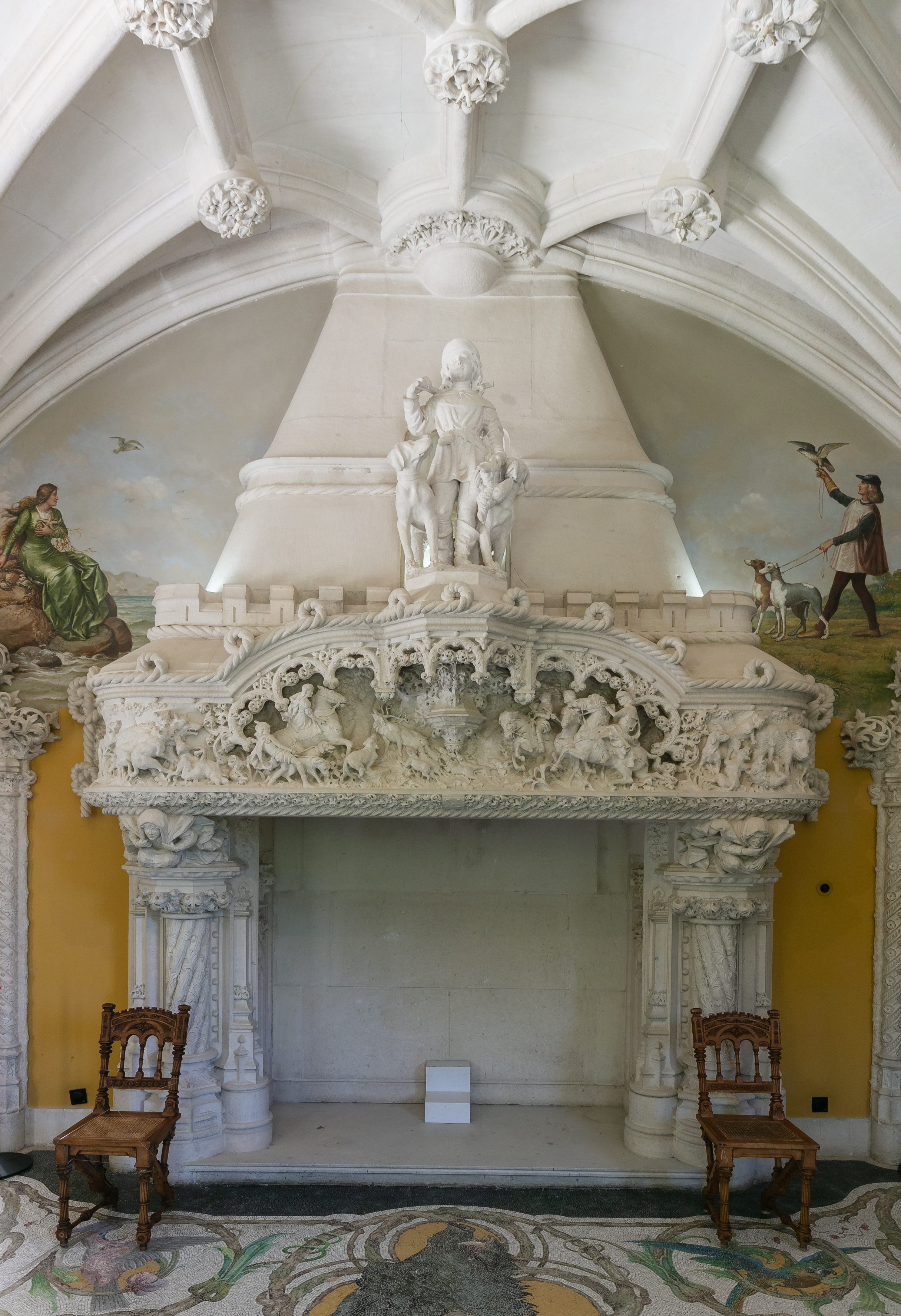
Sala da pranzo
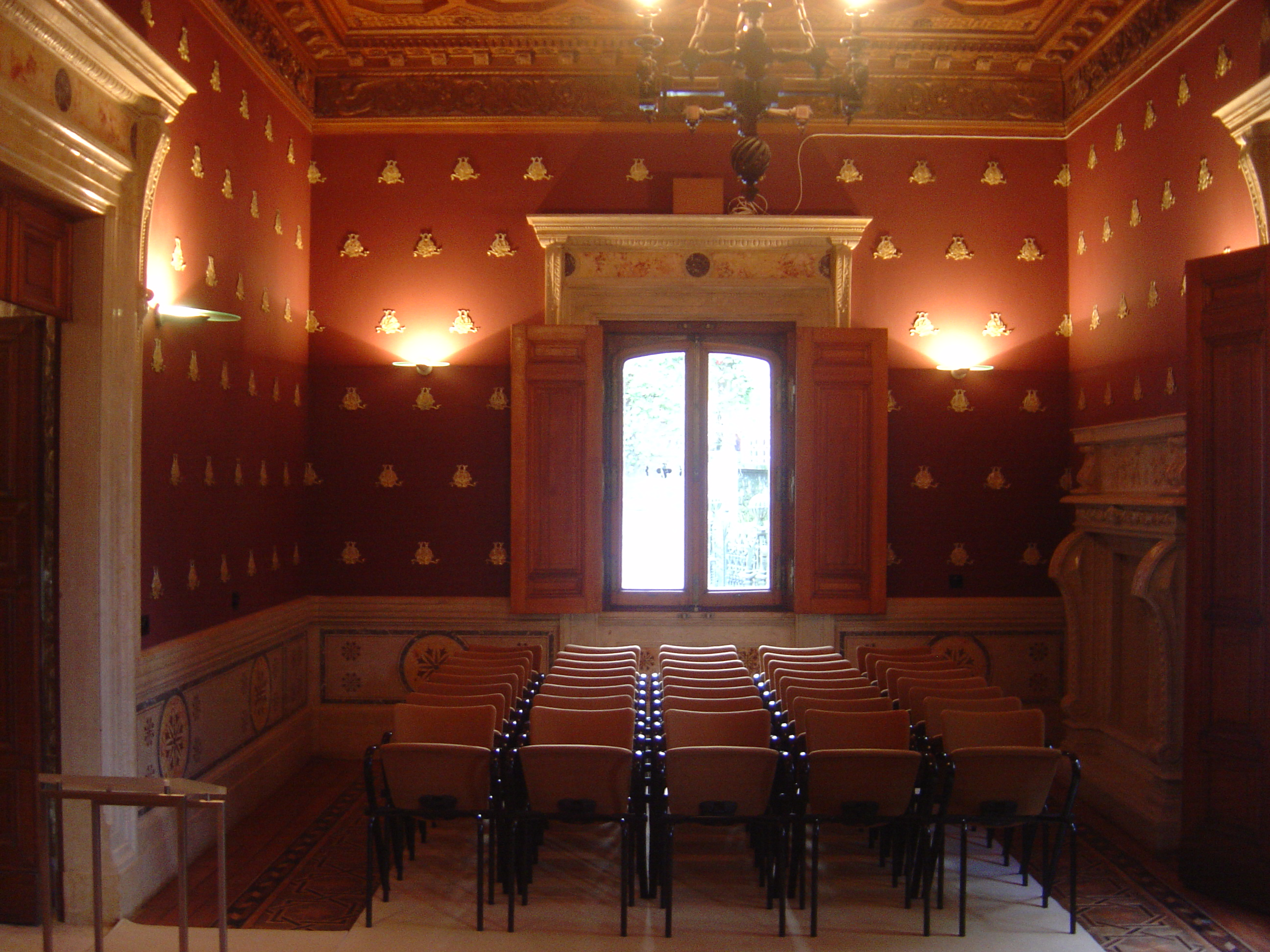
Soggiorno

### Cappella
Nella Capela da Santíssima Trindade, costruita in stile gotico-manuelino, vi sono rappresentazioni di Santa Teresa d'Ávila, di Sant'Antonio e dell'Annunciazione.

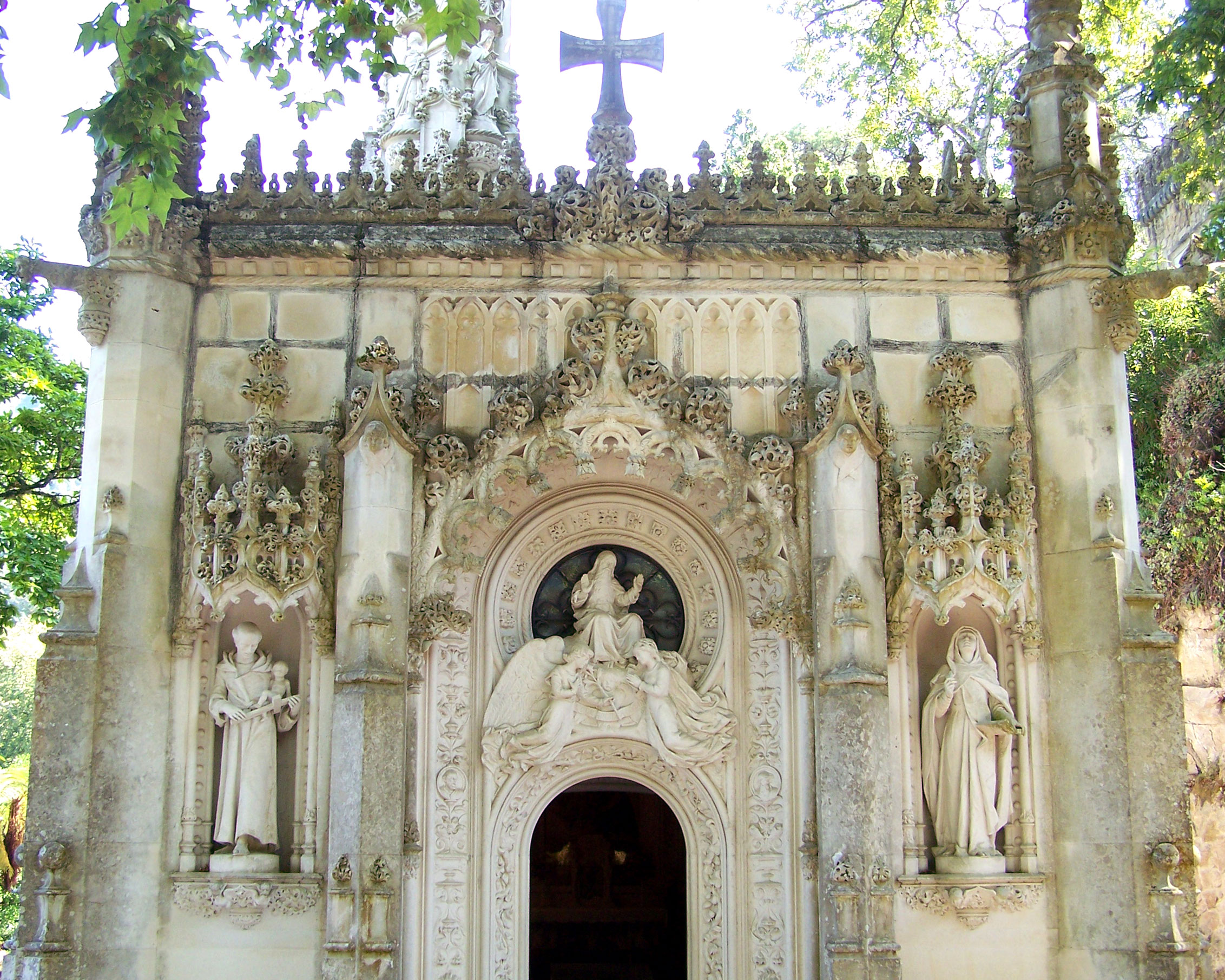
La Cappella della Santissima Trinità
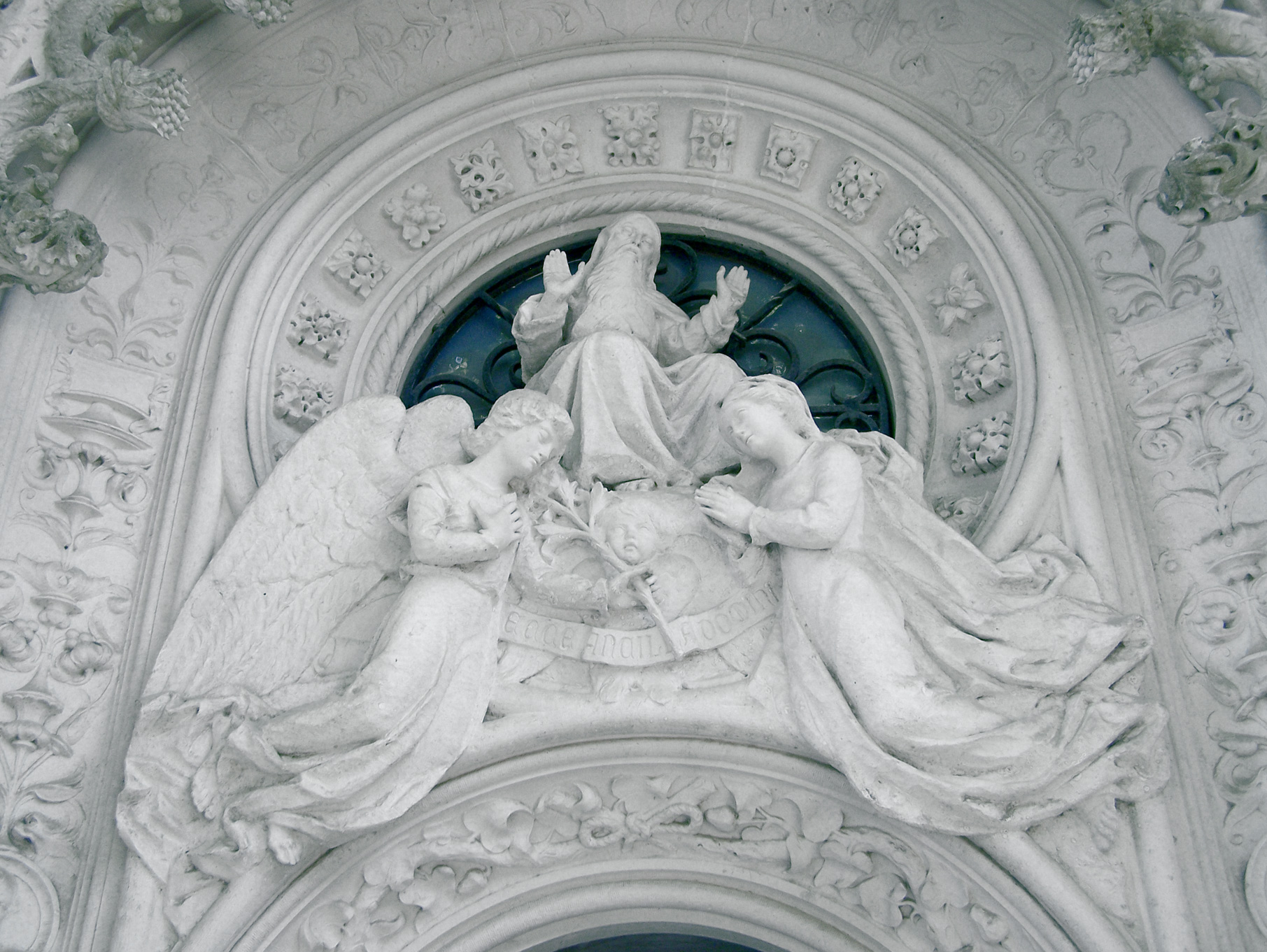
Particolare della Cappella della Santissima Trinità
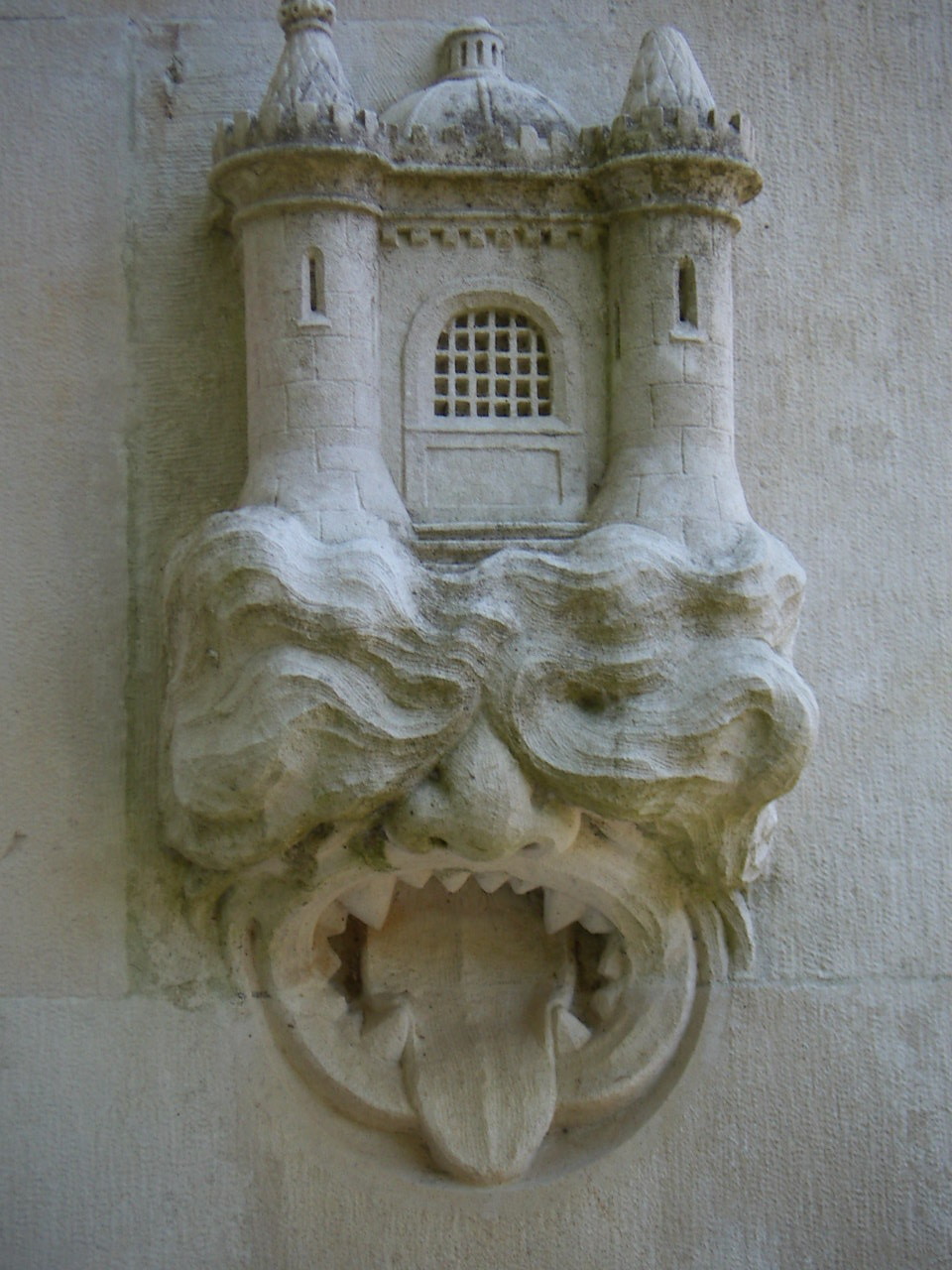
Particolare della Cappella della Santissima Trinità
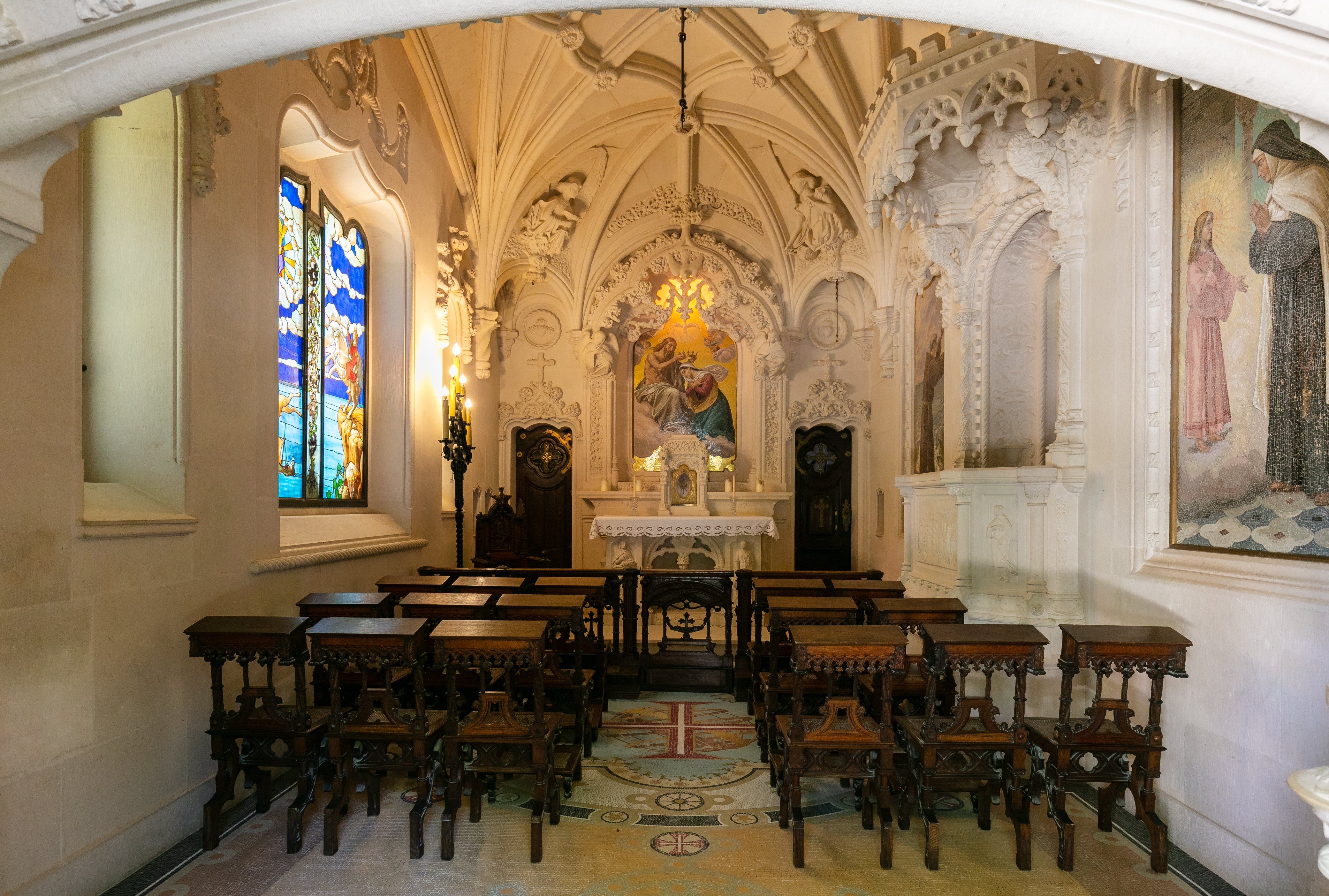
Interni della Cappella della Santissima Trinità

### Loggia di Pisões(Loggia de Pisões)

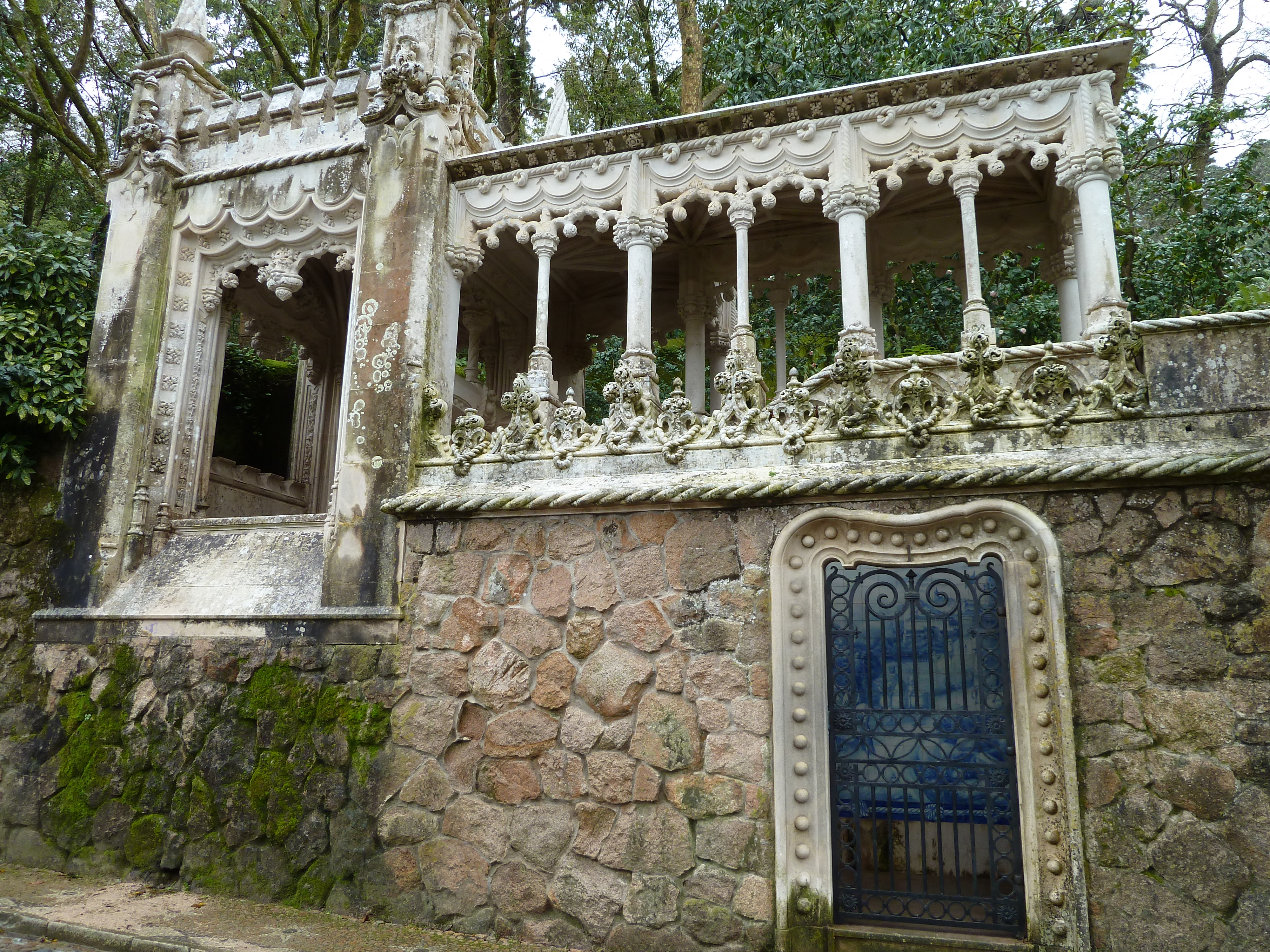
Veduta della loggia
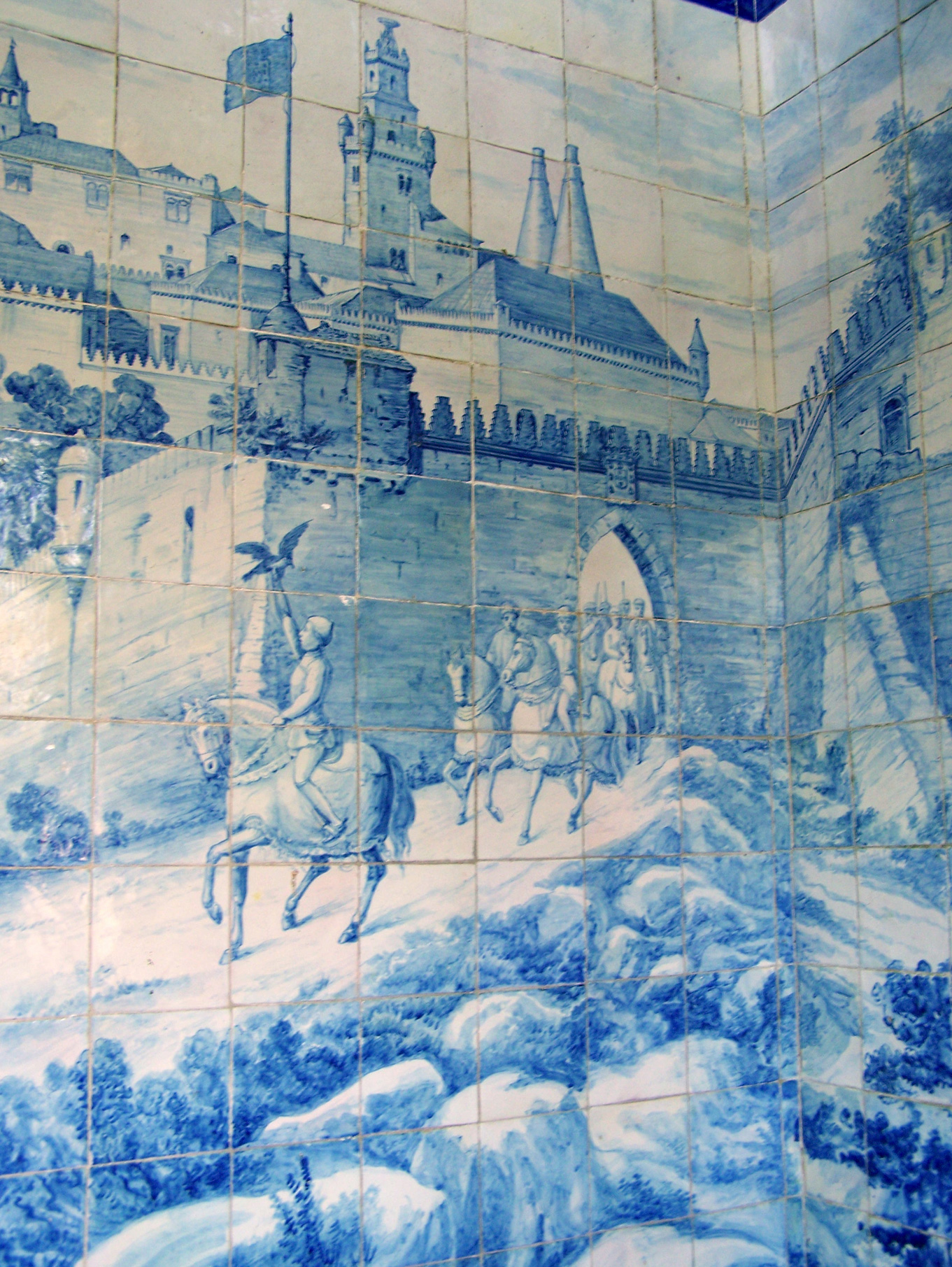
Particolare della loggia

### Fontana dell'Ibis(Fonte do Ibis)

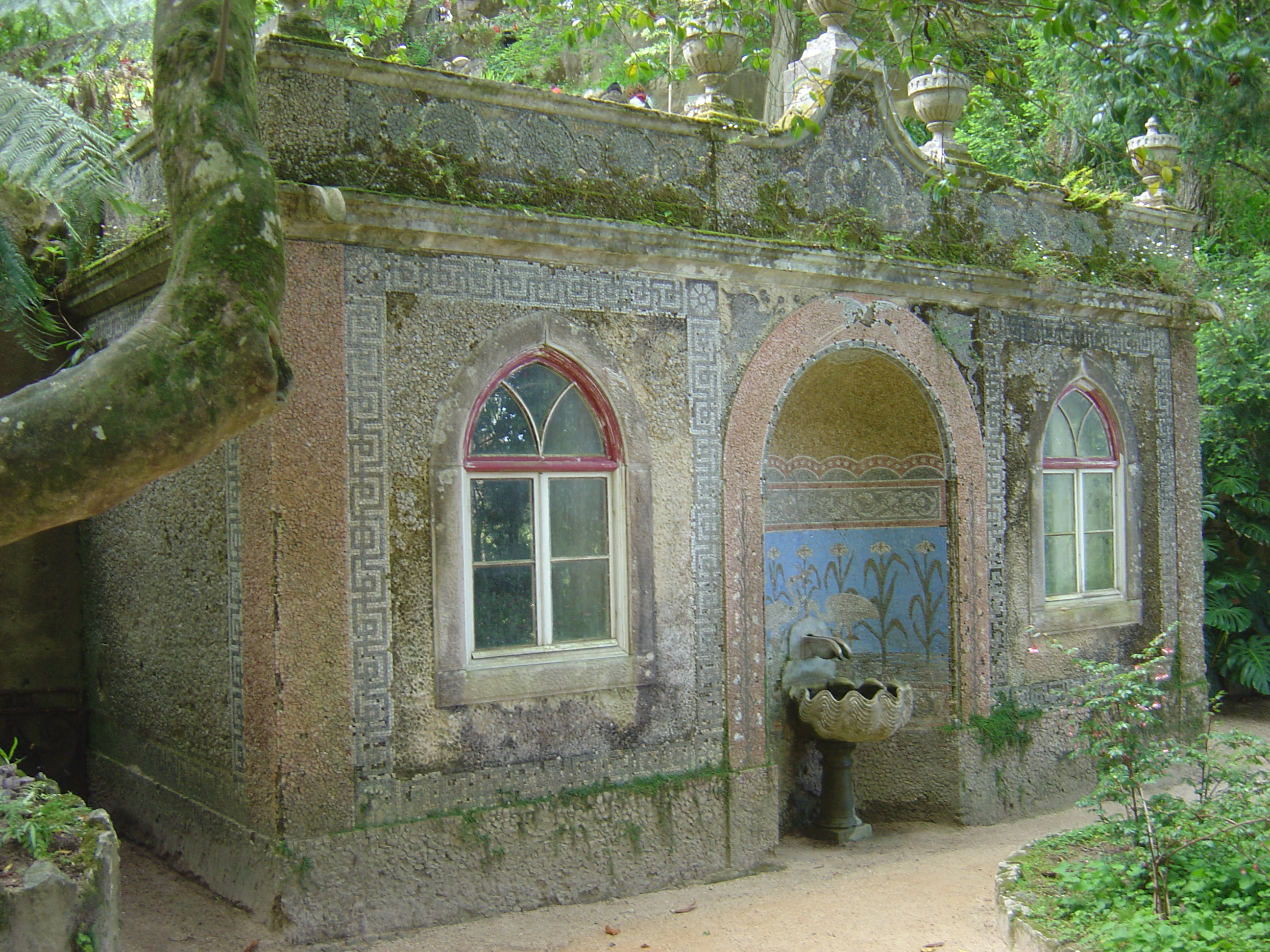
La Fontana dell'Ibis
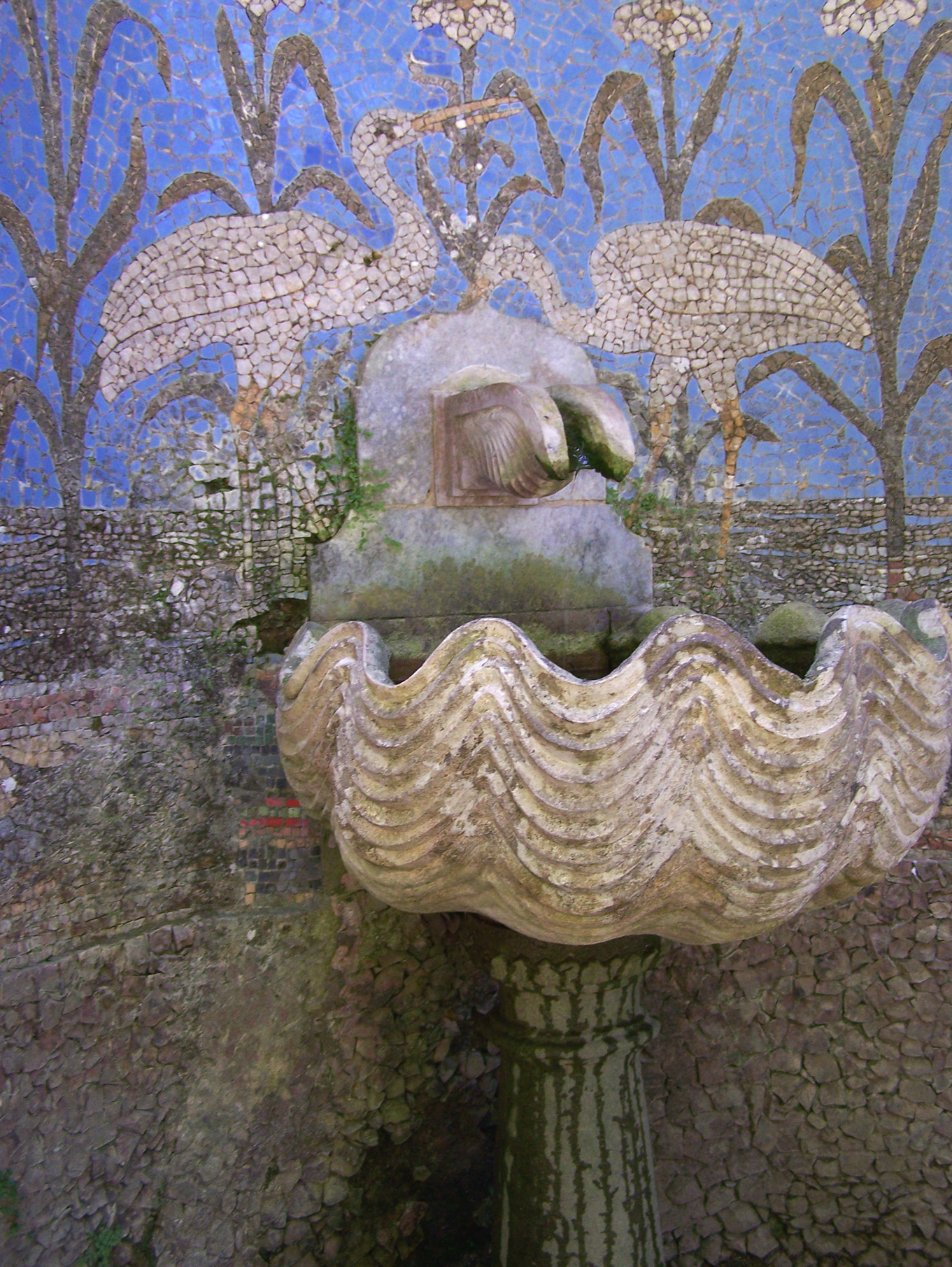
Particolare della fontana

### Fontana dell'Abbondanza(Fonte da Abundância)

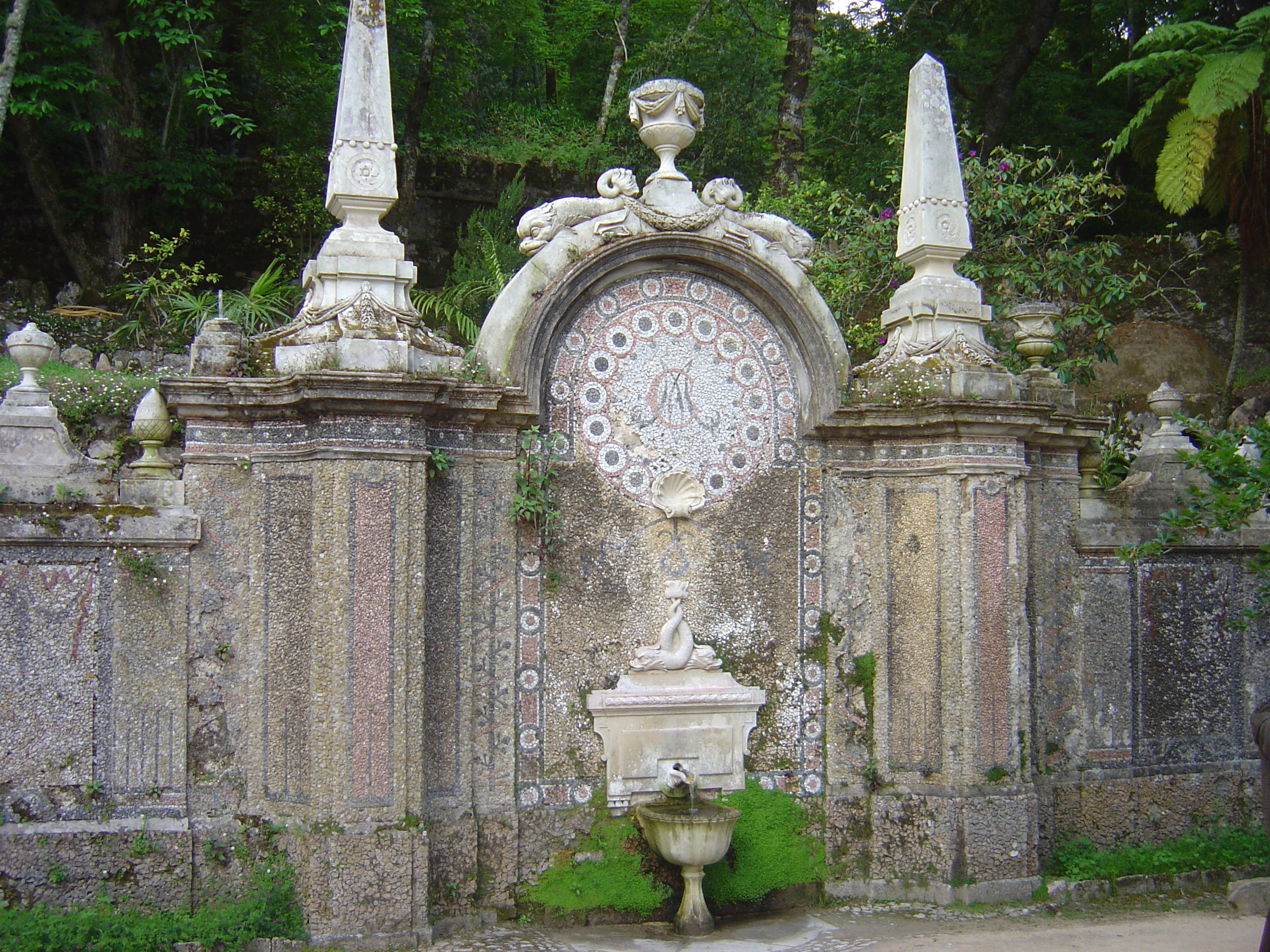
La Fontana dell'Abbondanza

### Torre da Regaleira
La Torre da Regaleira è stata strutturata in modo tale da dare l'impressione ai frequentatori di trovarsi al centro del mondo.

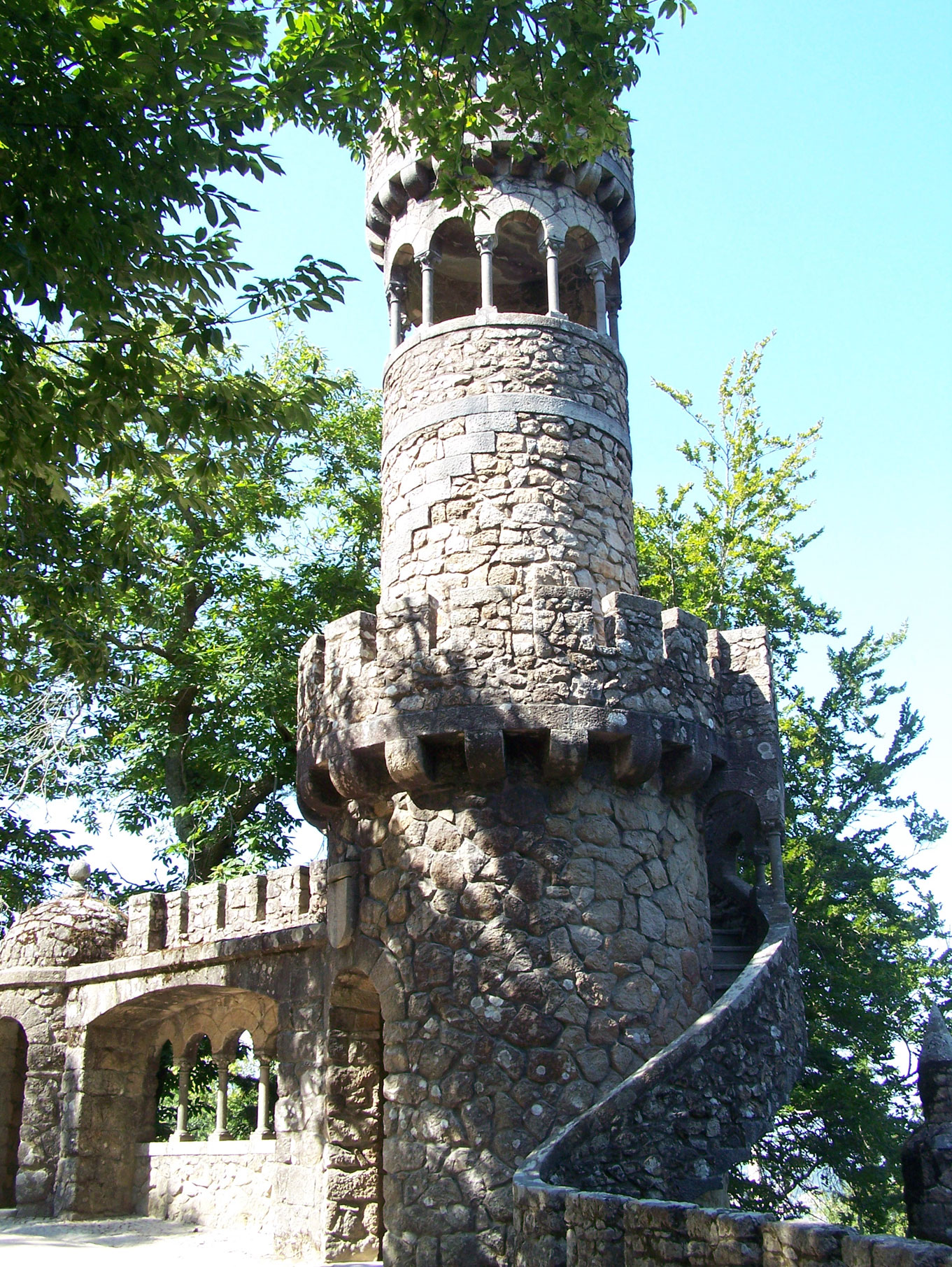
La Torre da Regaleira
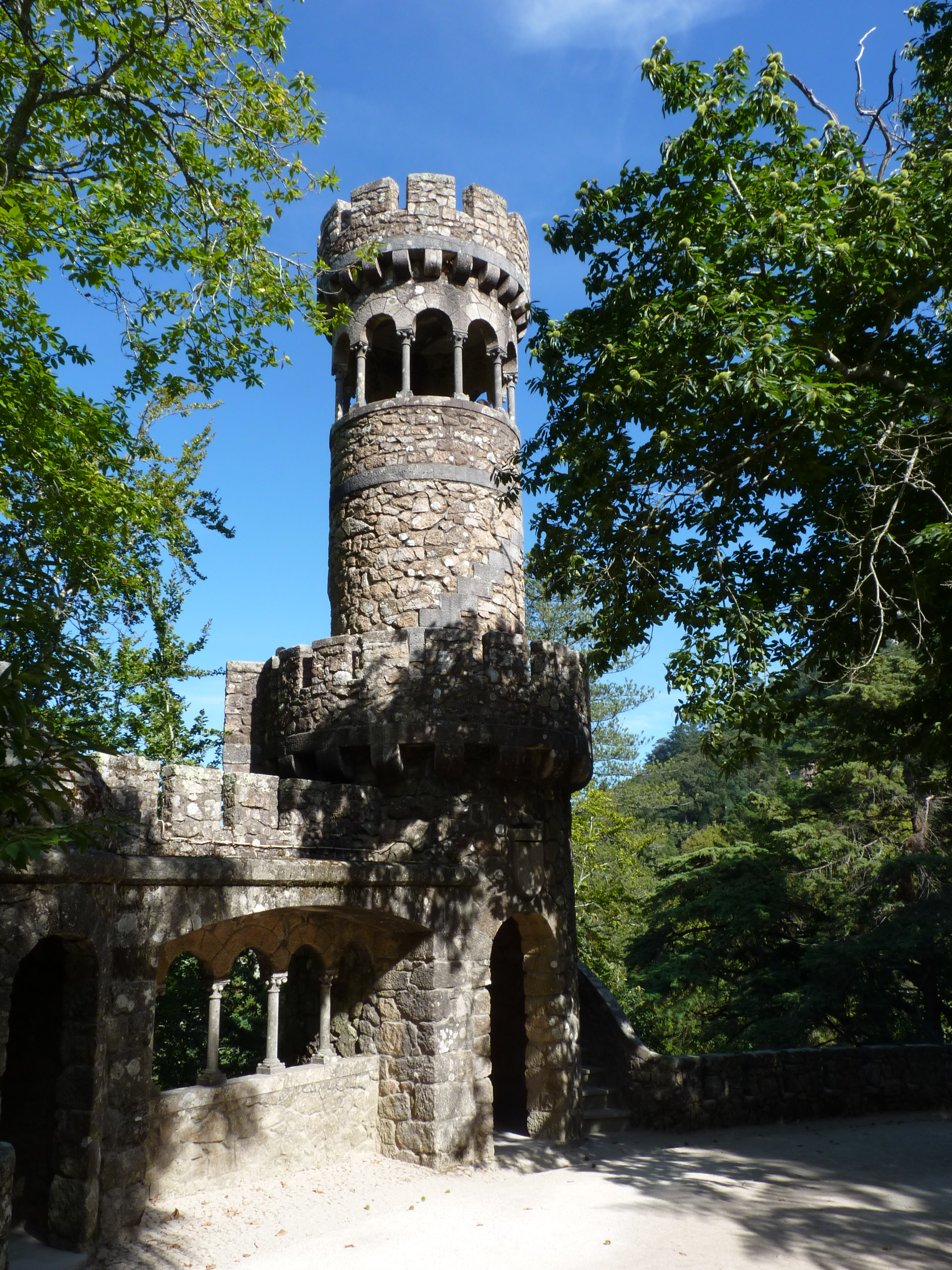
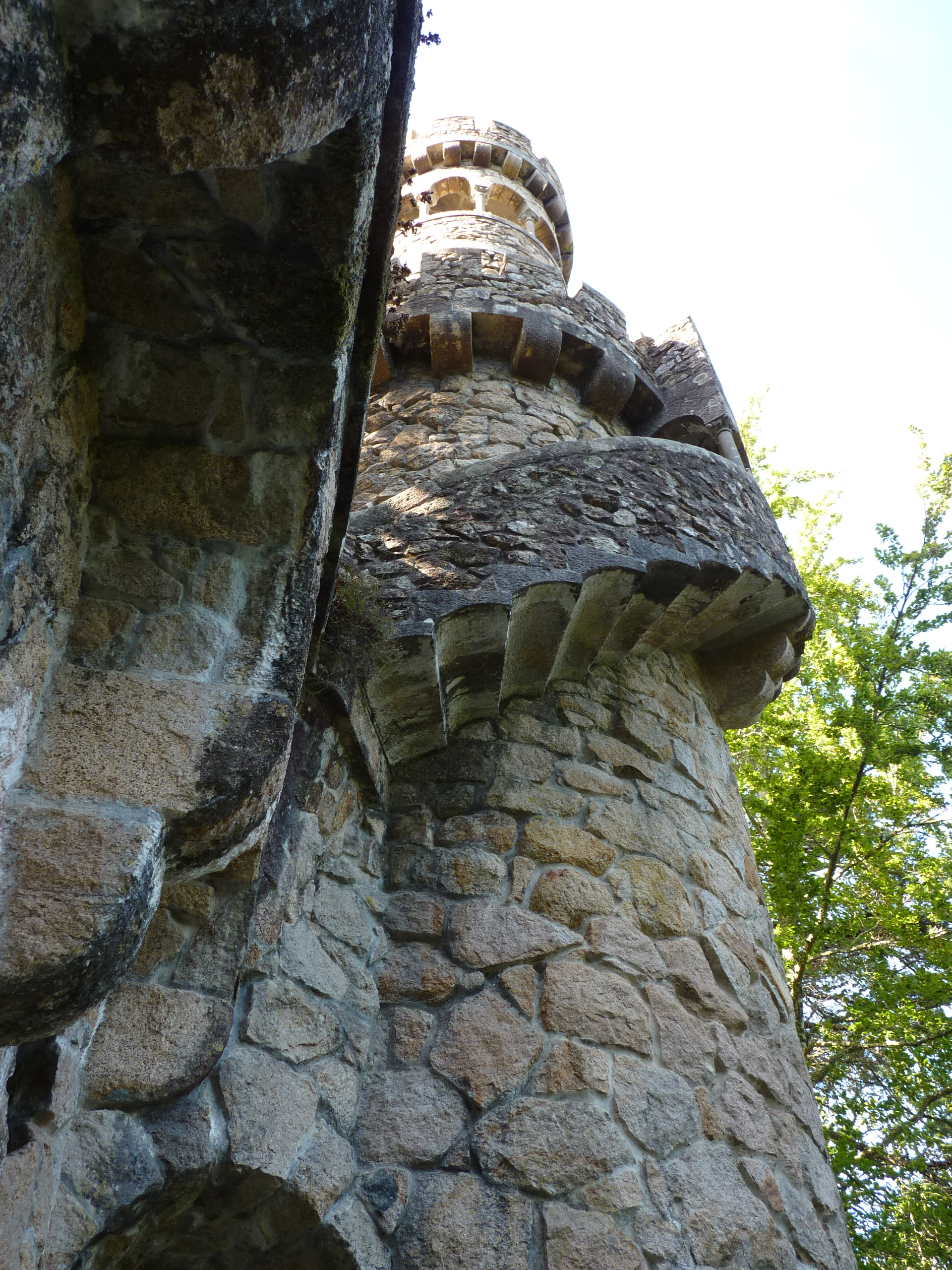
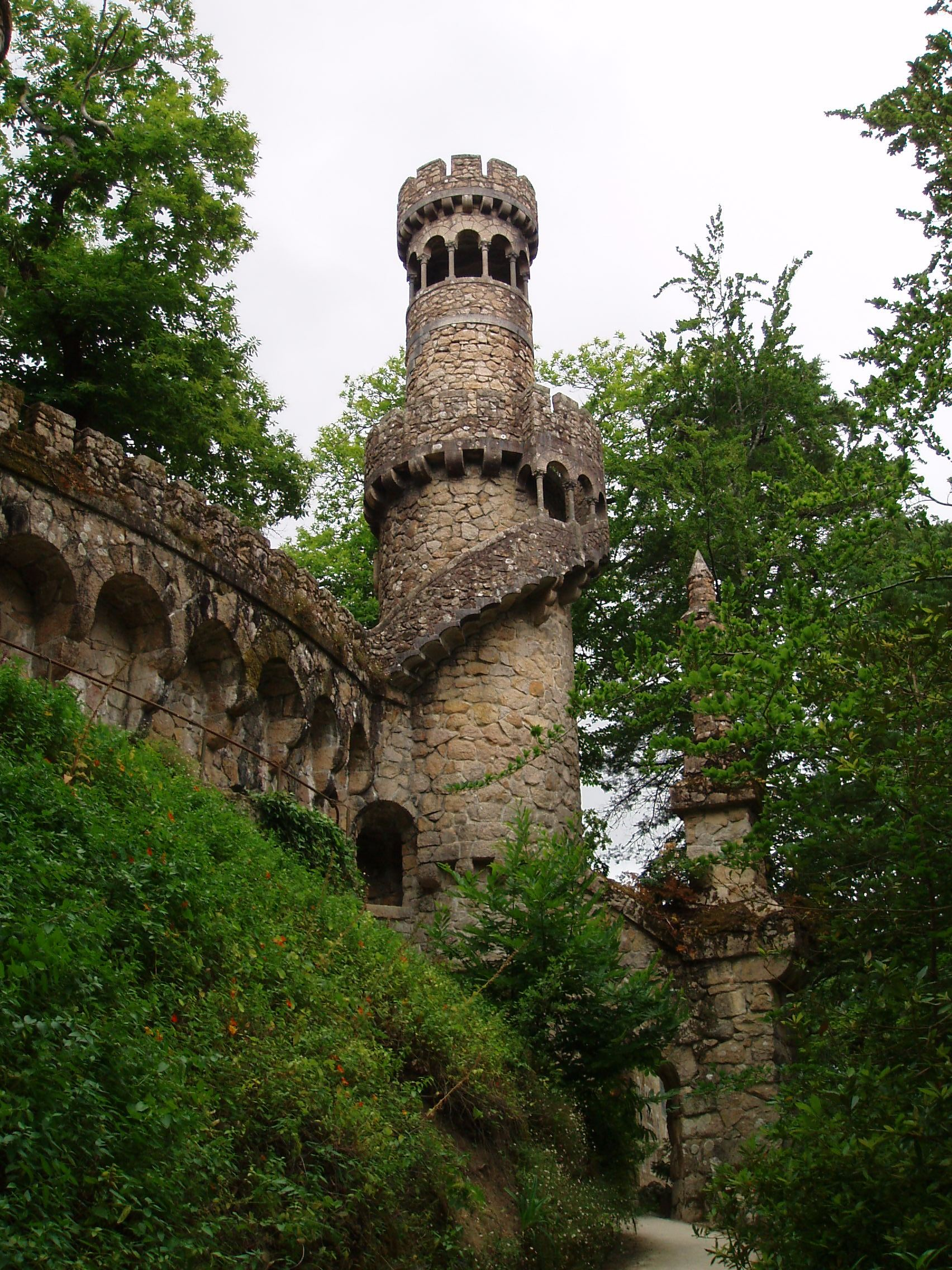

### Terrazzo dei Mondi Celesti (Terraço dos Mundos Celestes)

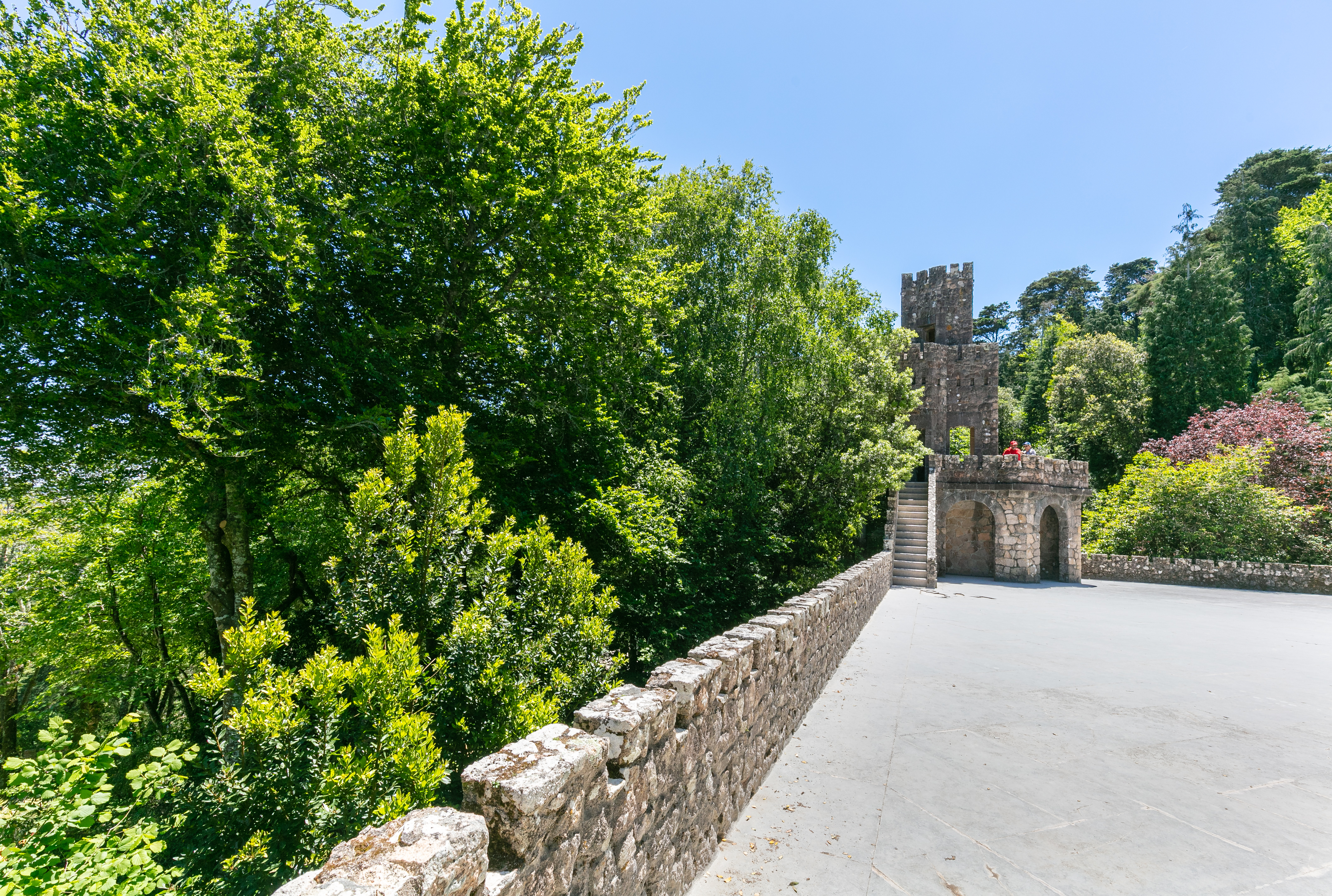
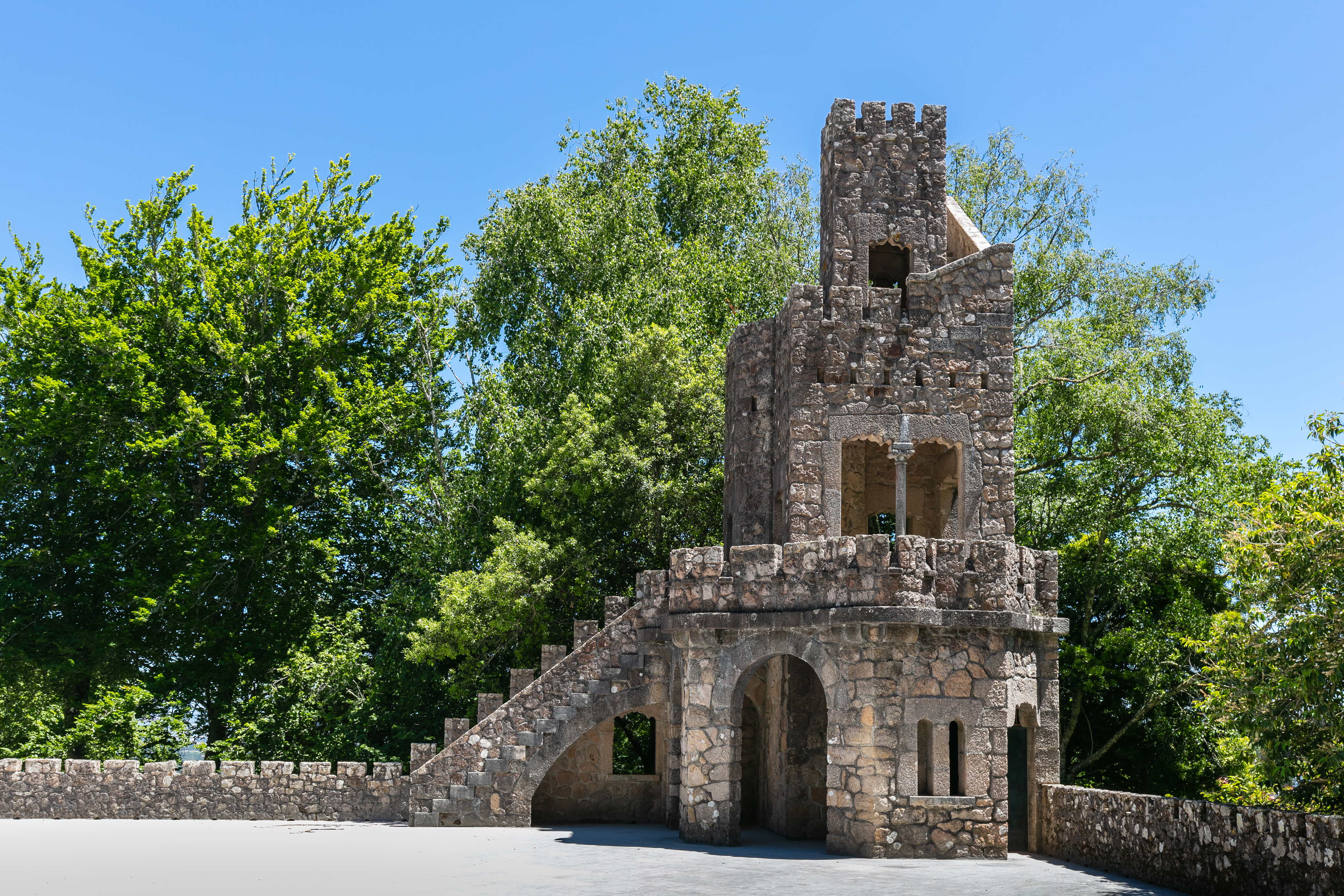
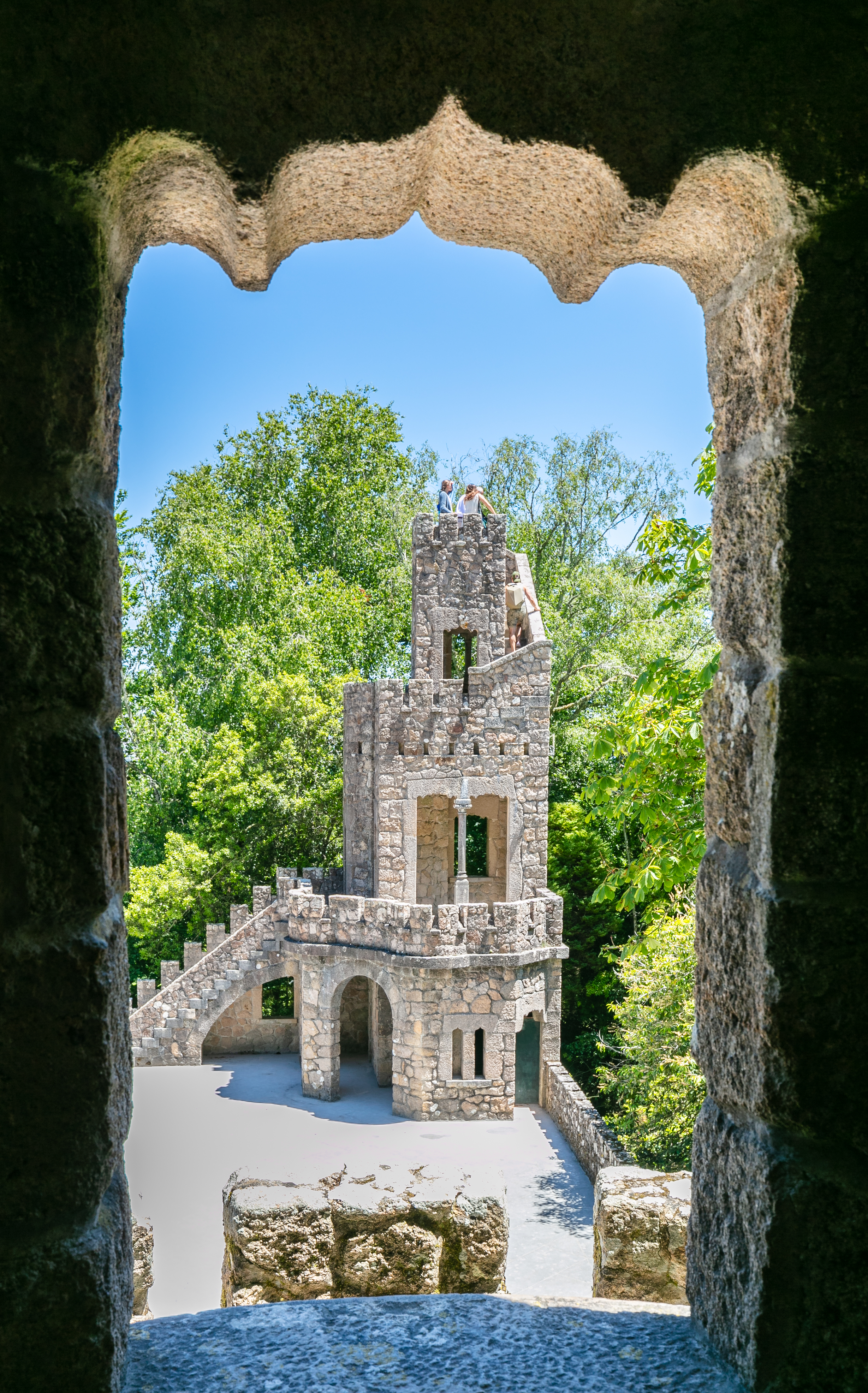
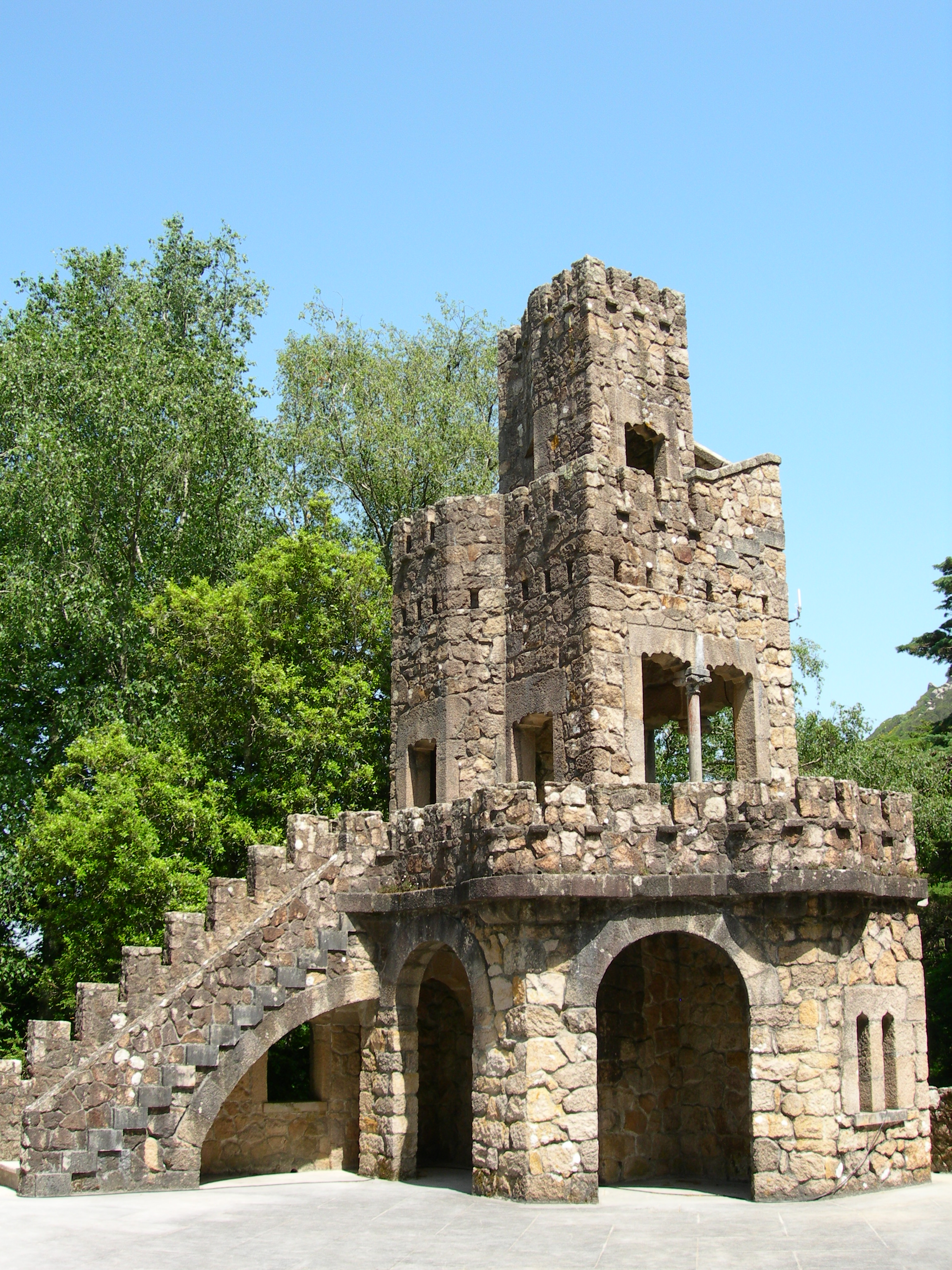

### Portale dei guardiani (Portal dos Guardiães)

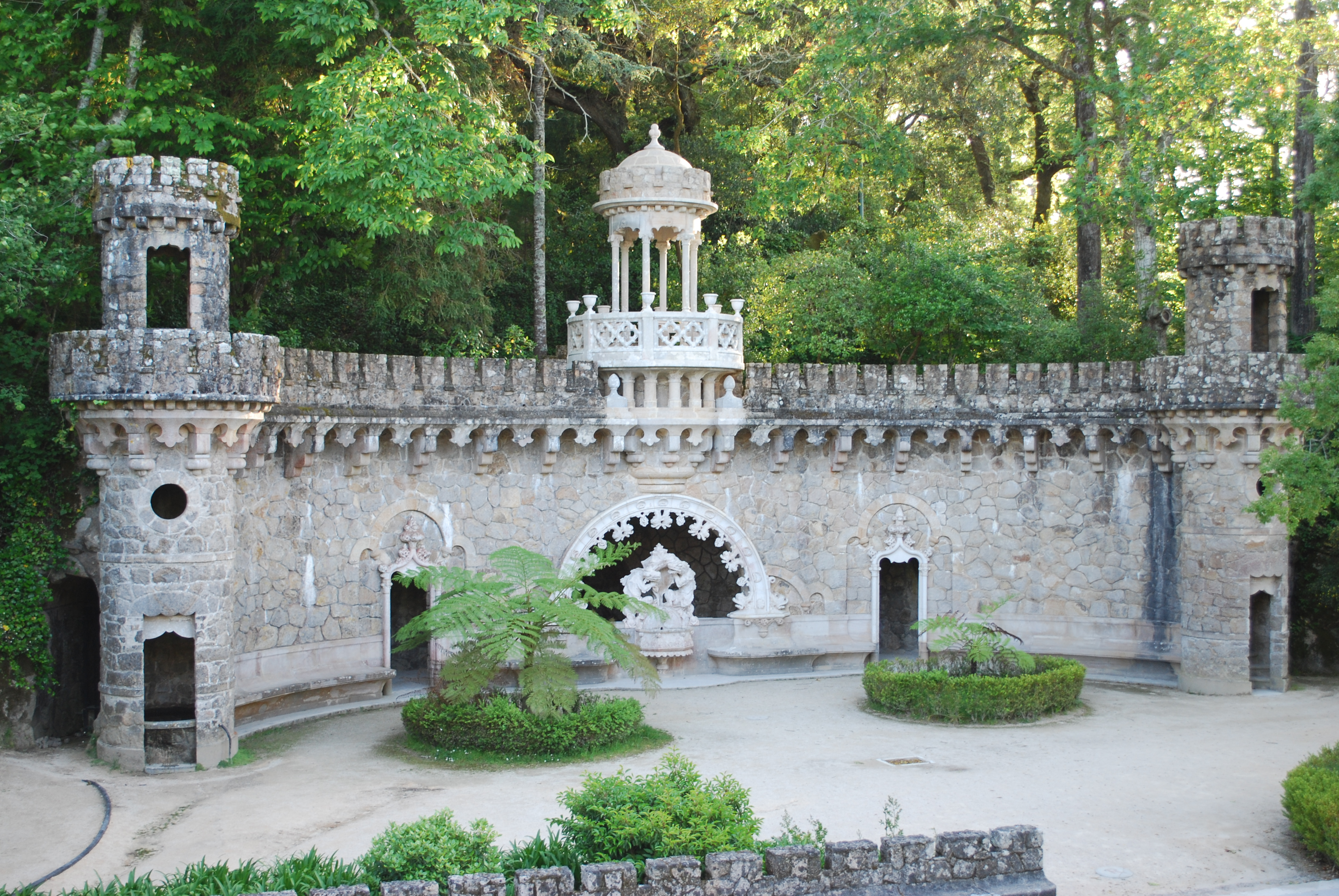
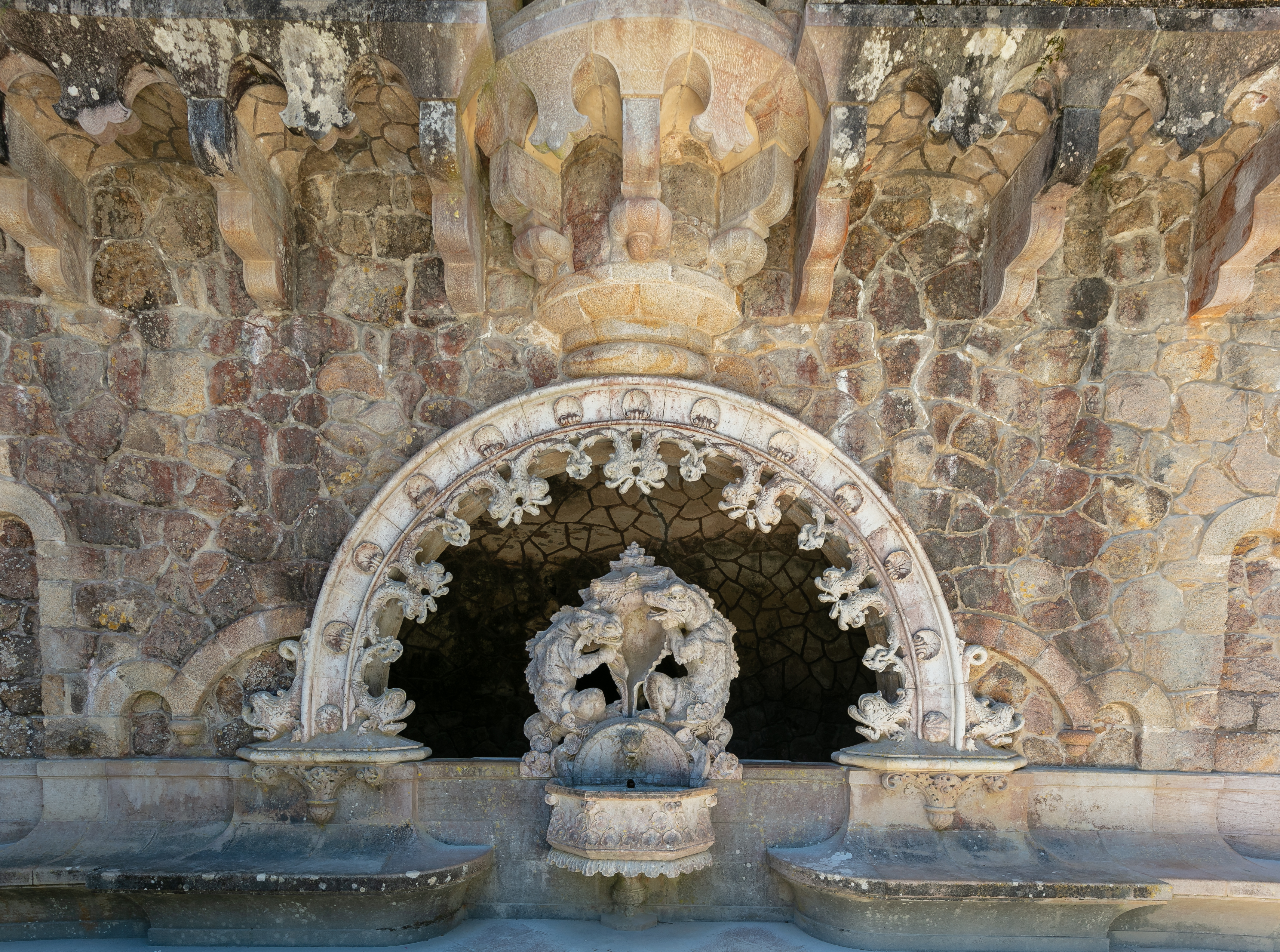
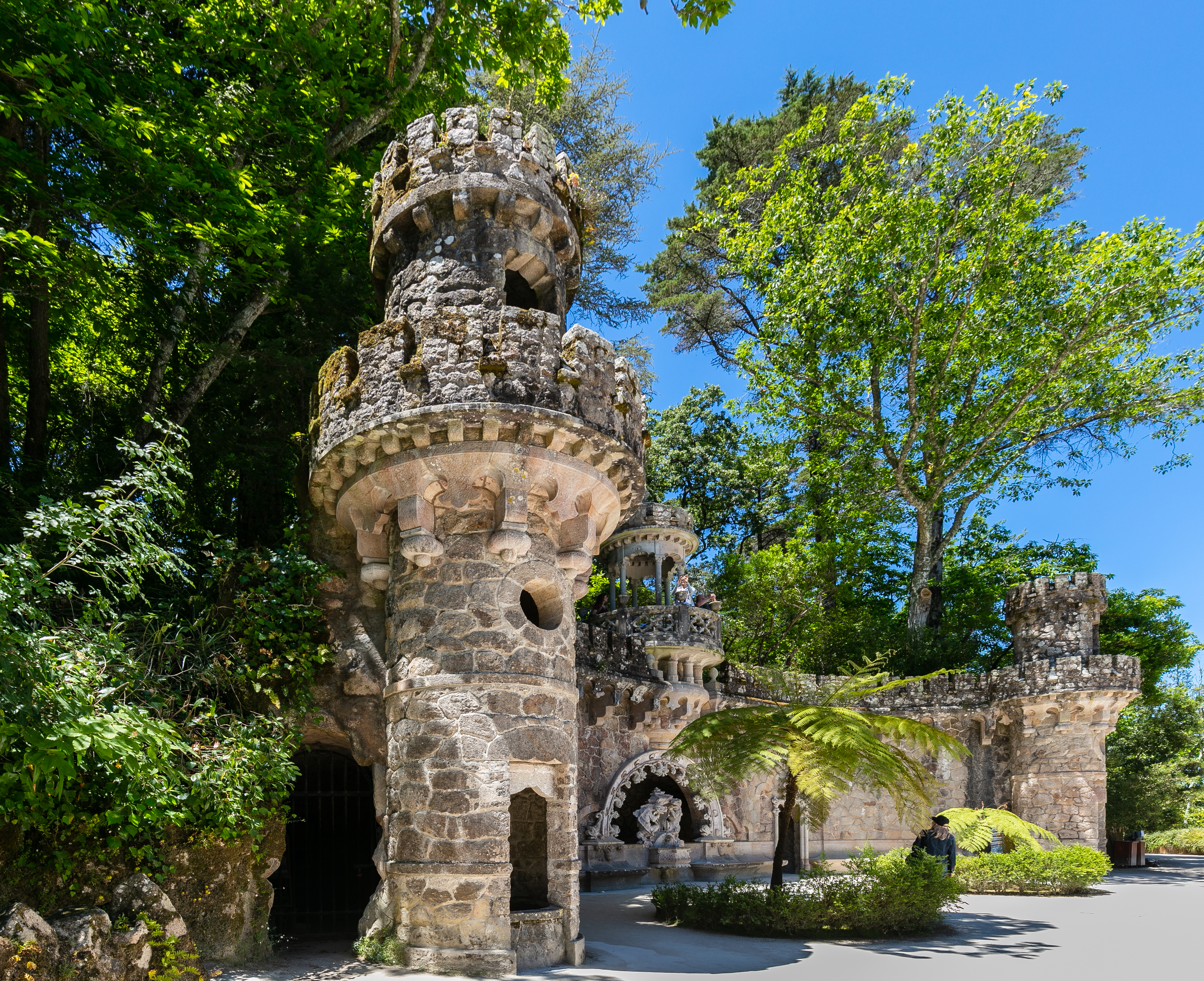
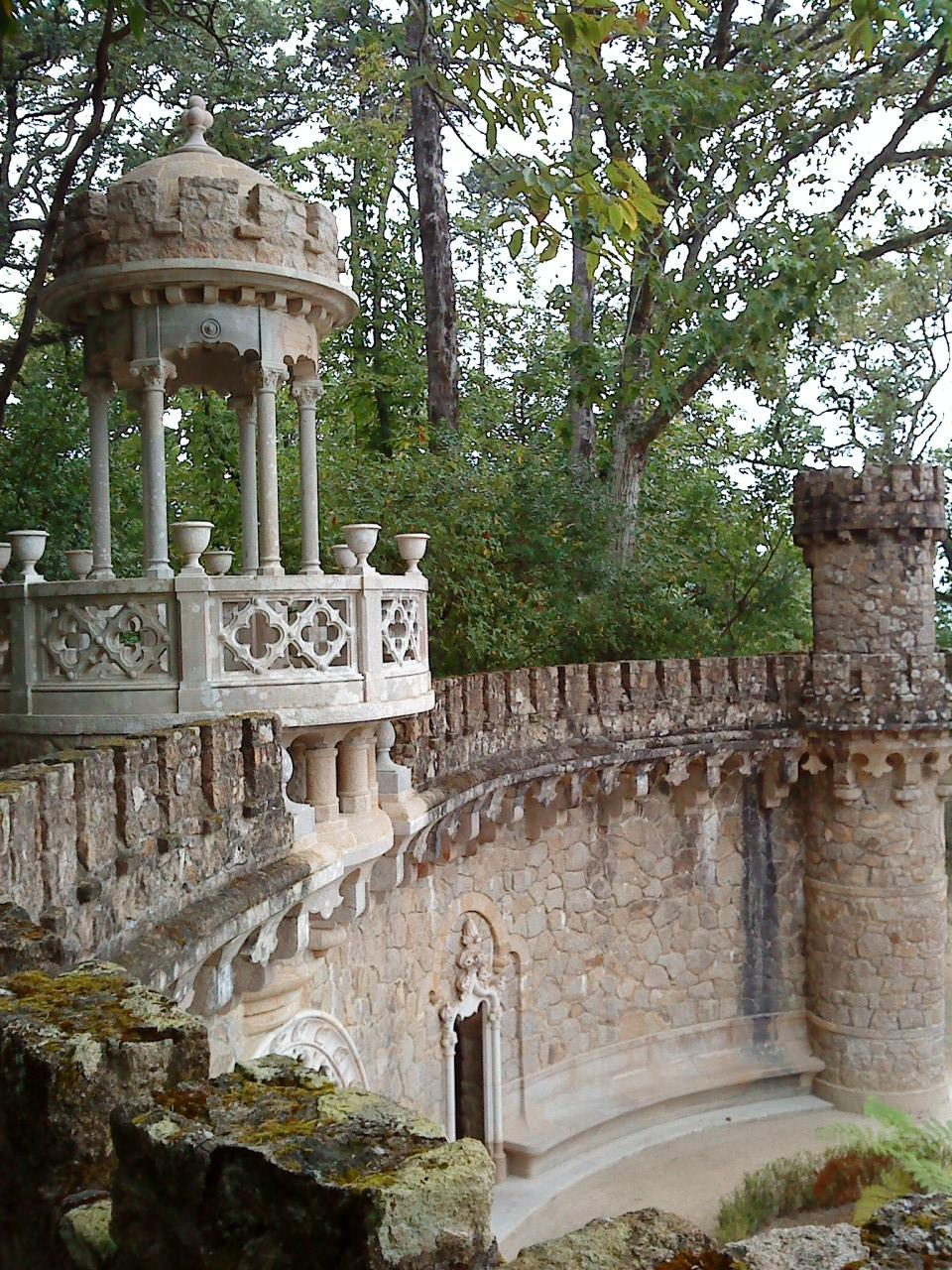

### Pianerottolo degli Dei(Patamar dos Deuses)
Il cosiddetto Patamar dos Deuses (= “Pianerottolo degli Dei”) è un esempio di come anche la mitologia classica sia stata uno dei motivi ispiratori dell'architettura del luogo: è composto infatti da nove statue raffiguranti divinità degli Antichi Greci e degli Antichi Romani.

### Grotta dell'Acquario(Gruta do Aquário)
L'acquario, ora in cattivo stato di conservazione, è costruito in modo tale come se fosse incastonato nella roccia.

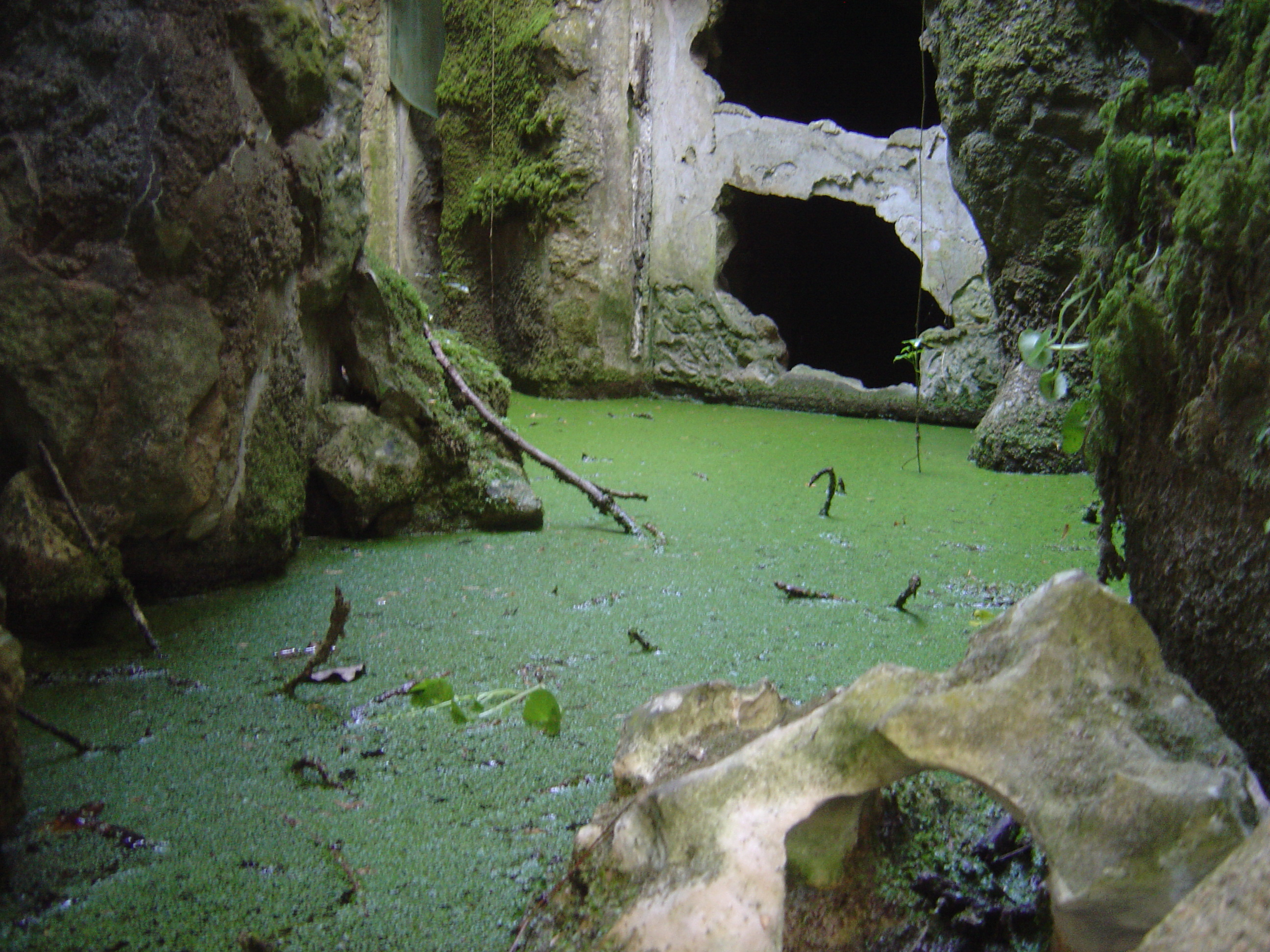
La Grotta dell'Acquario

### Pozzo Iniziatico(Poço Iniciático)
Il cosiddetto “Pozzo Iniziatico” (Poço Iniciático) è costituito da una scala a spirale di nove piani, dalla quale si scende fino a 30 metri di profondità.
Il luogo si ispira ai gironi della “Divina Commedia”.
In fondo al pozzo, è scolpita la croce dei Templari.

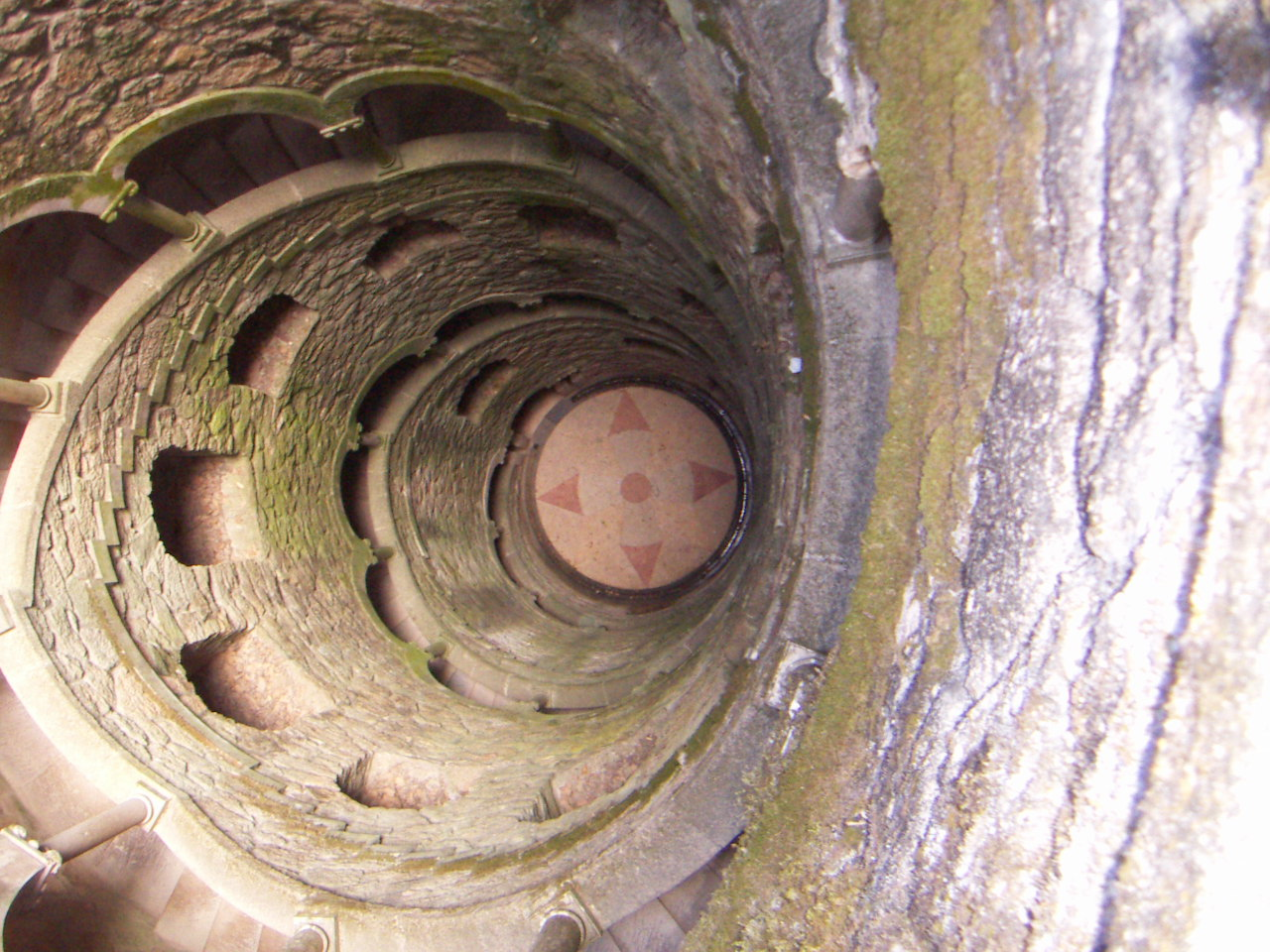
Il Pozzo Iniziatico
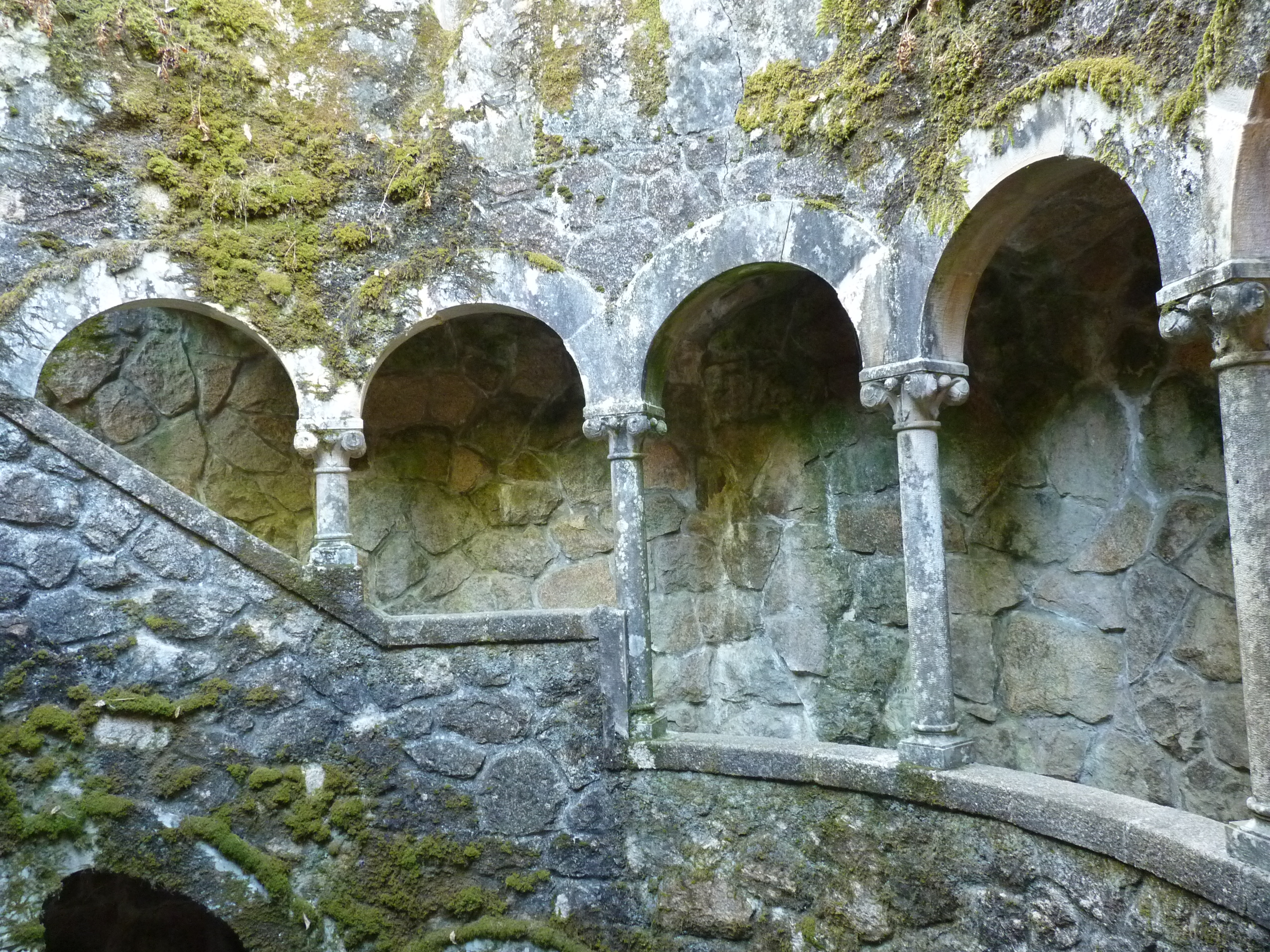
La scala
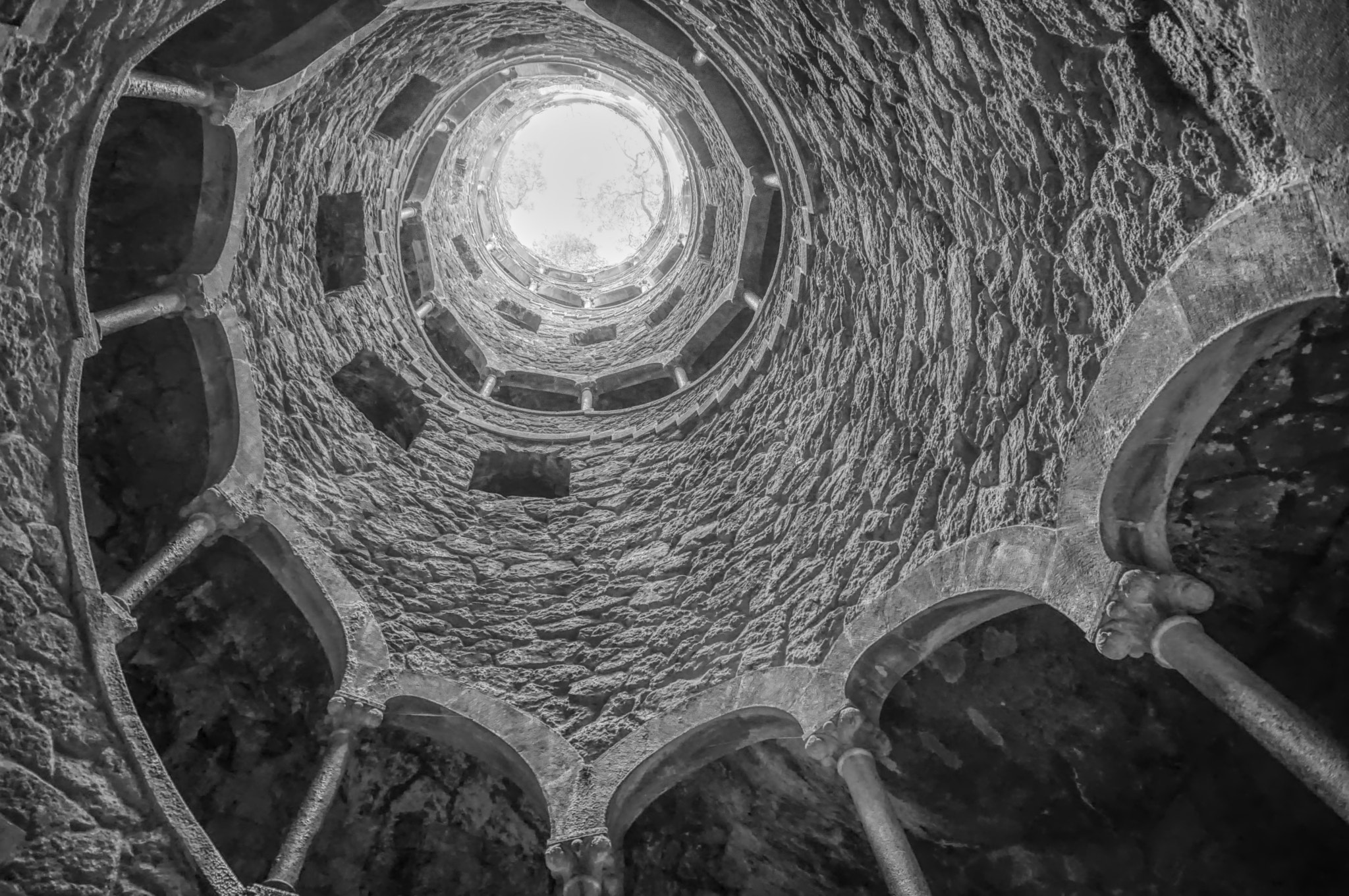
Veduta

### Pozzo incompiuto (Poço Imperfeito)

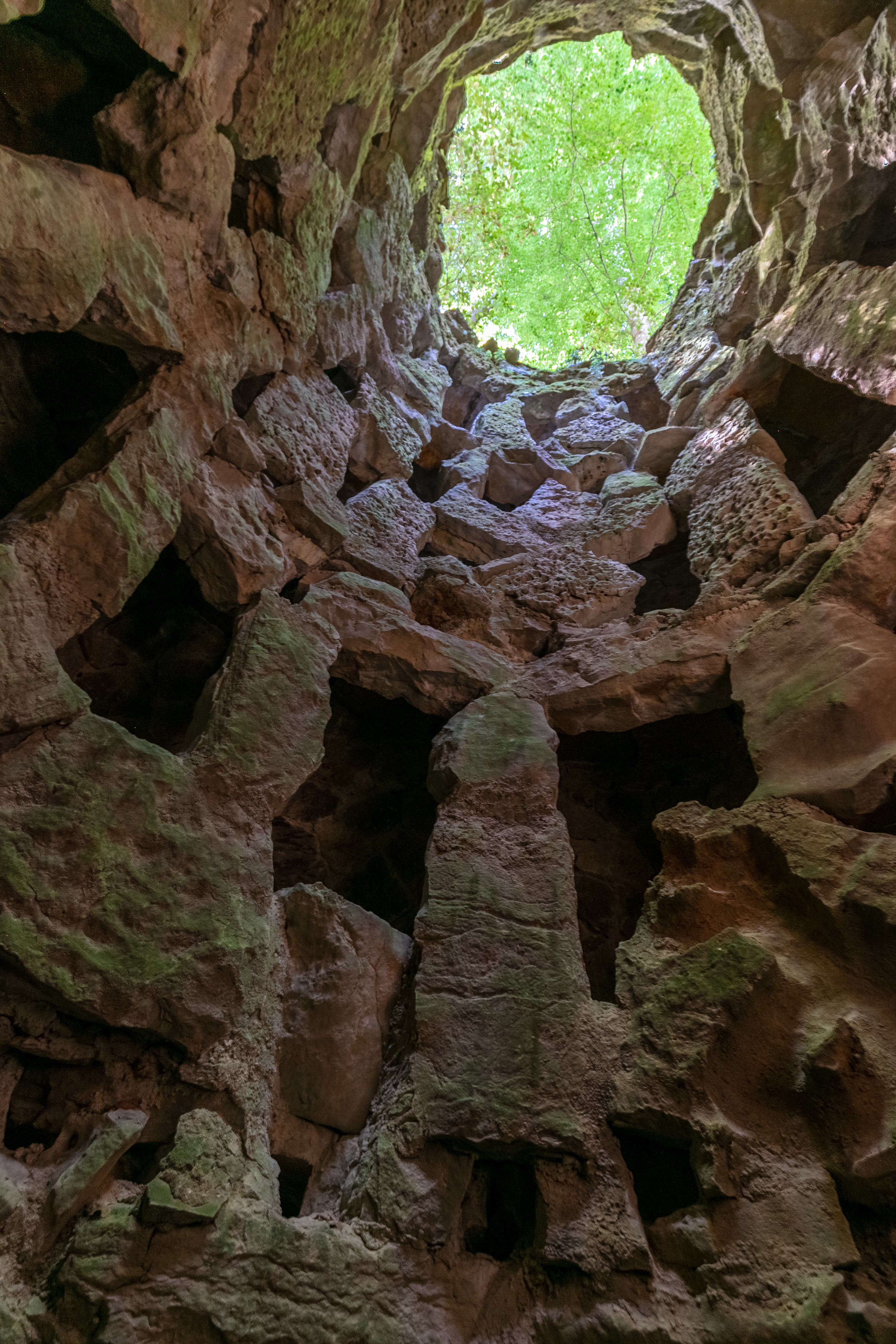
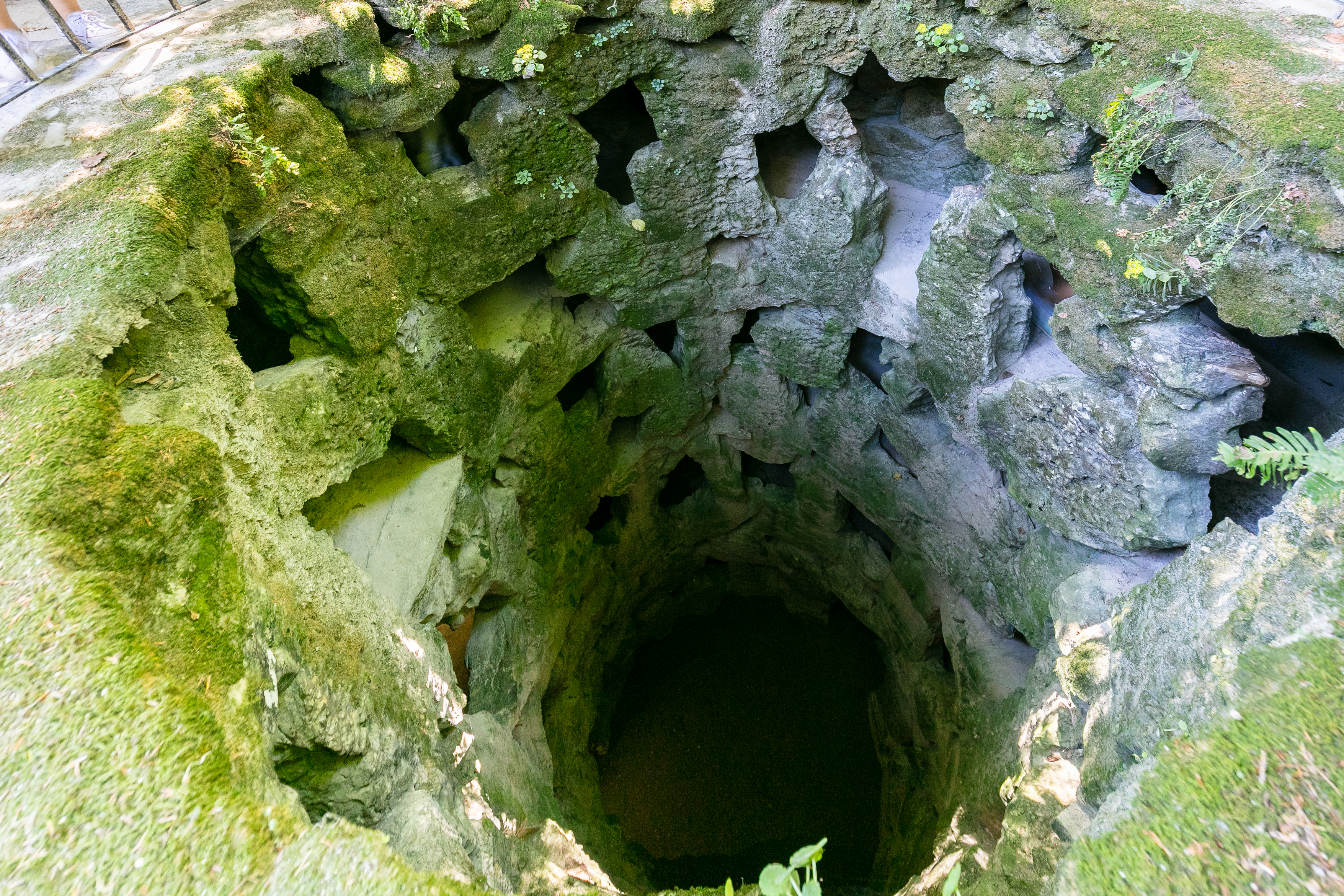
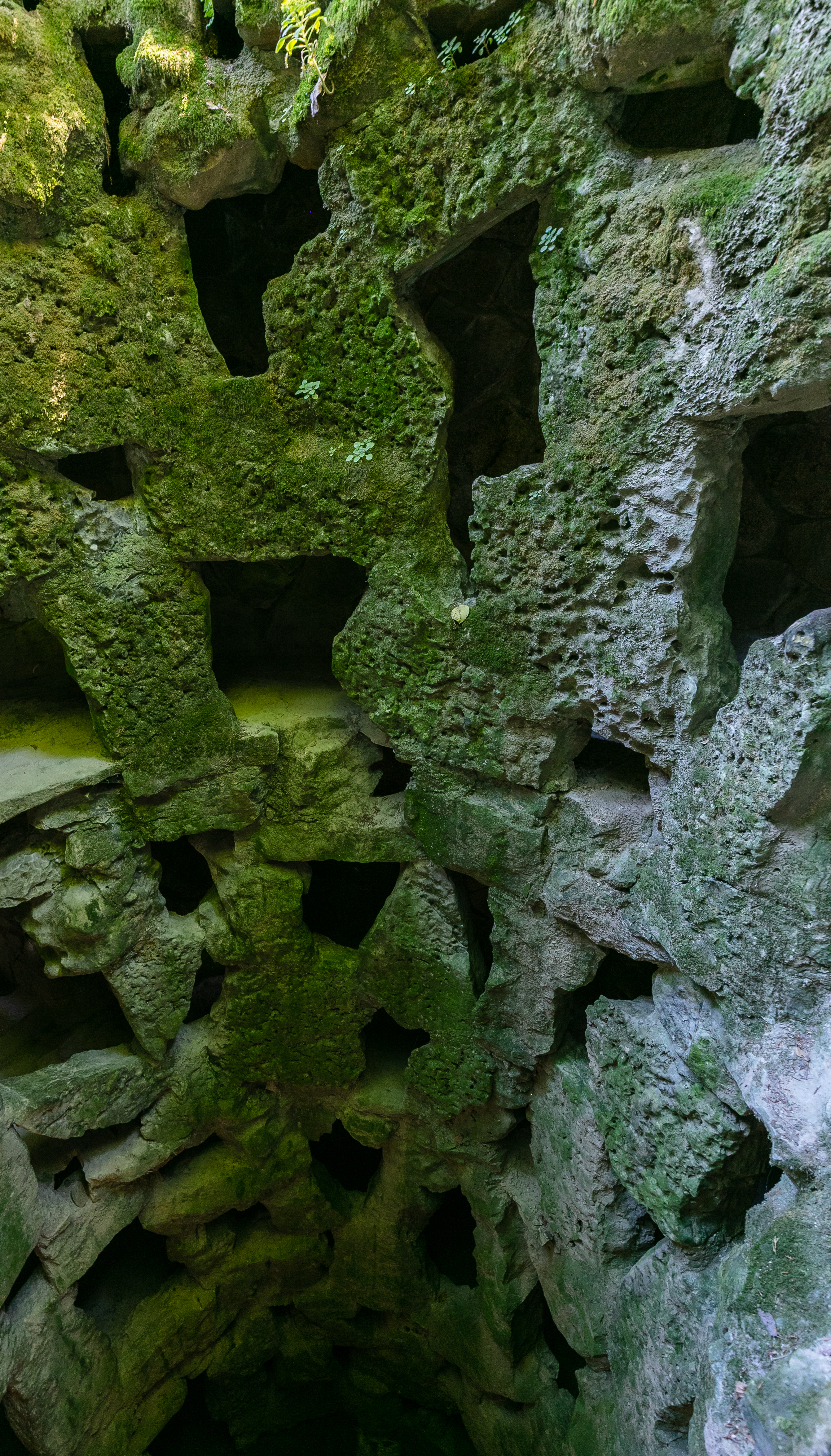

### Grotta del Labirinto(Gruta do Labirinto)

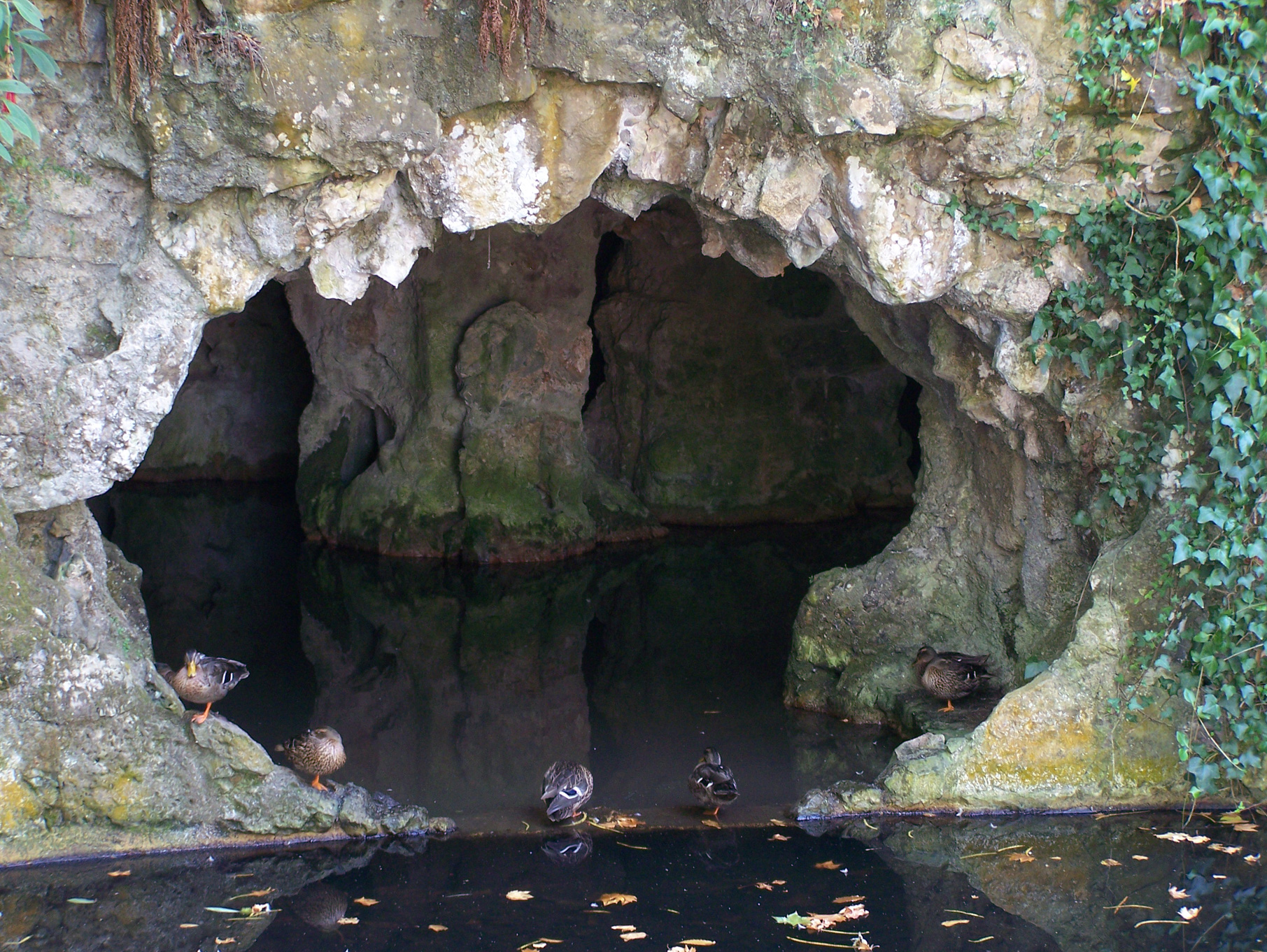
La Grotta del Labirinto
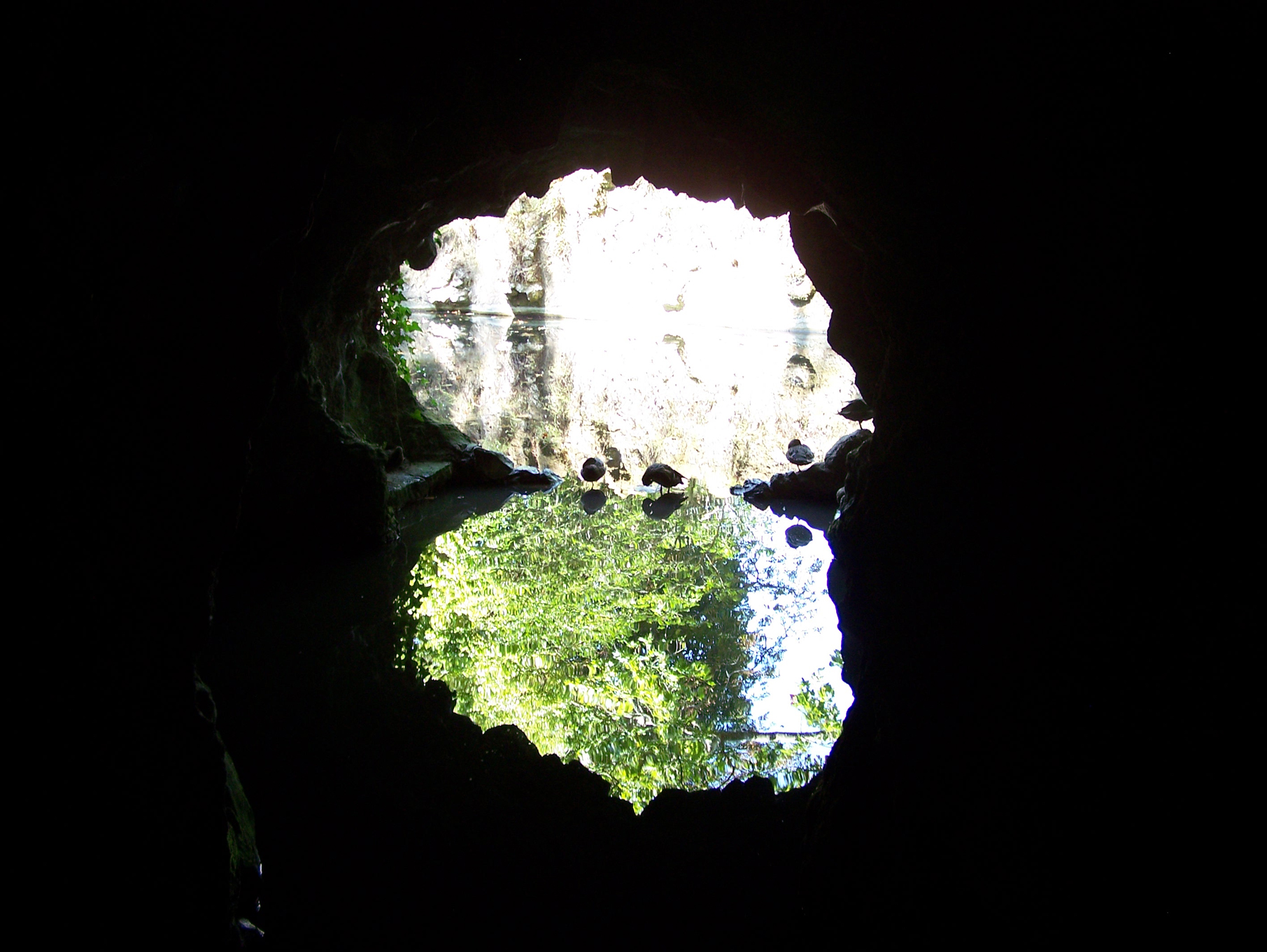
Vista dall'interno

### Grotta di Leda(Gruta da Leda)
La Gruta da Leda (“Grotta di Leda”) prende il nome dalla statua che rappresenta Leda, figura della mitologia greca, descritta come la figlia di Testio e moglie di Tindaro, re di Sparta e che, nel mito, venne sedotta da un cigno (pure rappresentato nella scultura), che in realtà era il dio Zeus.
La grotta, di forma esagonale, ha riferimenti alchemici e rappresenta l'unione fra cielo (Zeus) e terra (Leda).

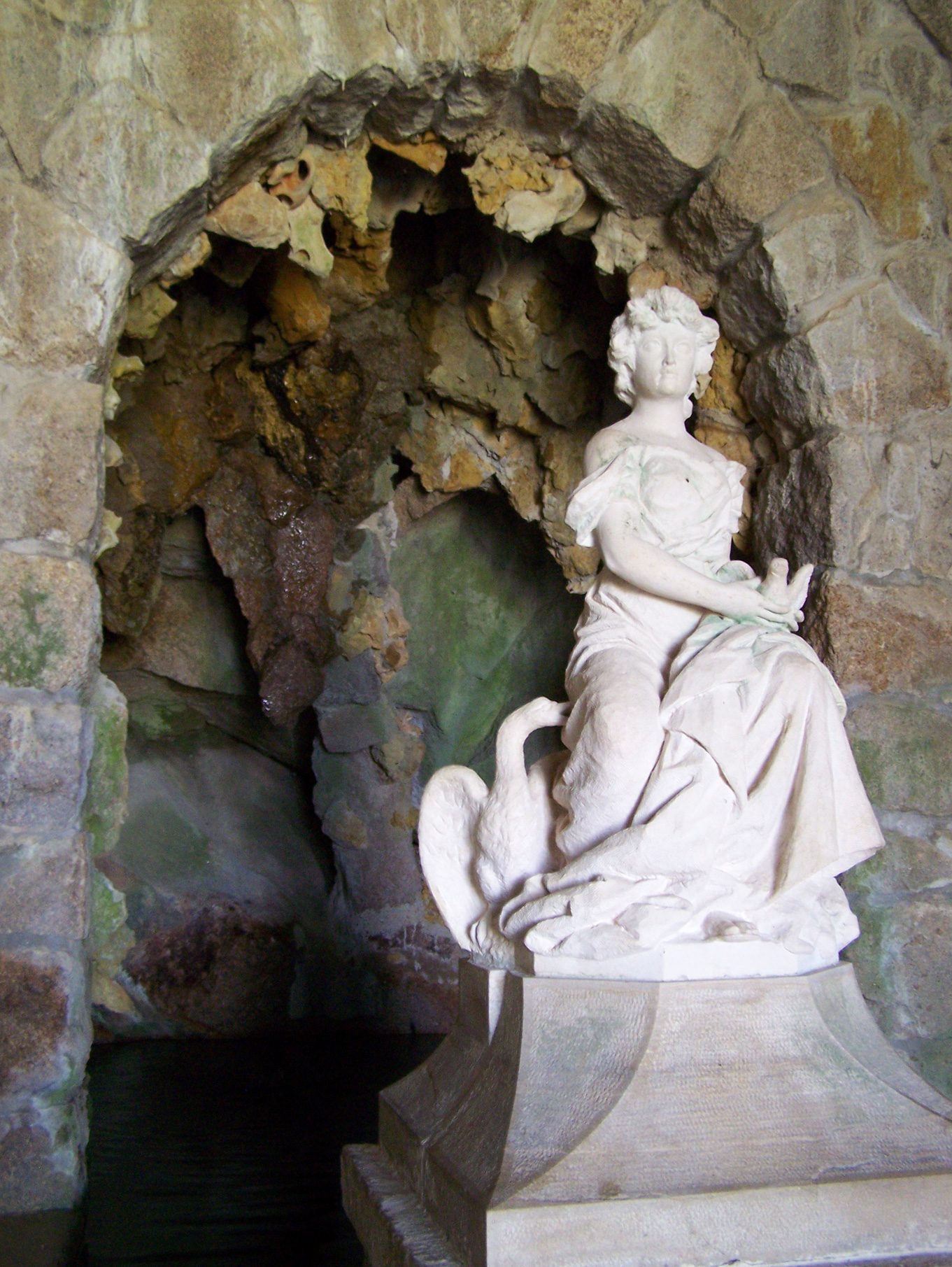
La Grotta di Leda

### Laghetto della Cascata(Lago da Cascata)

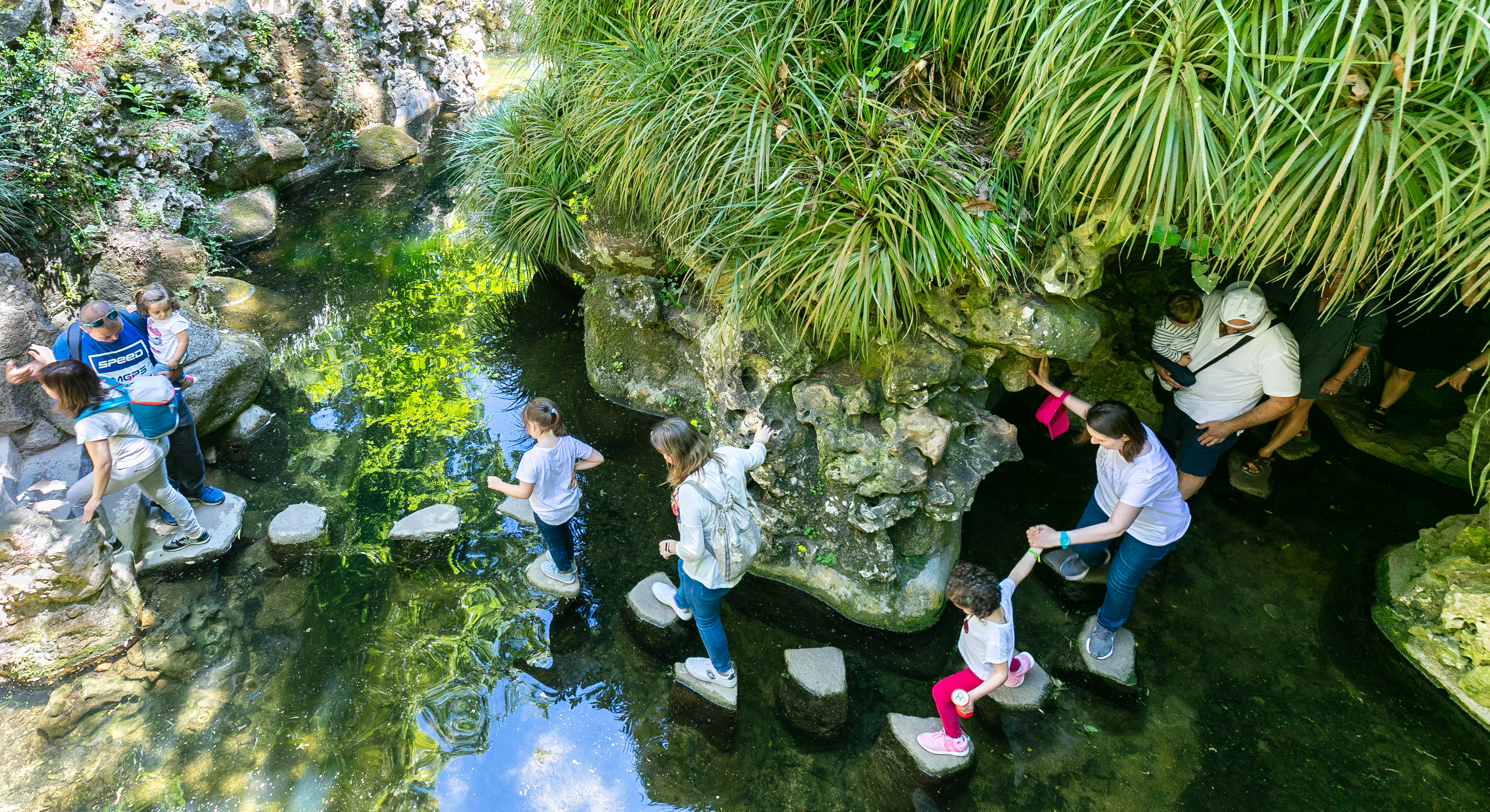
Il Laghetto della Cascata
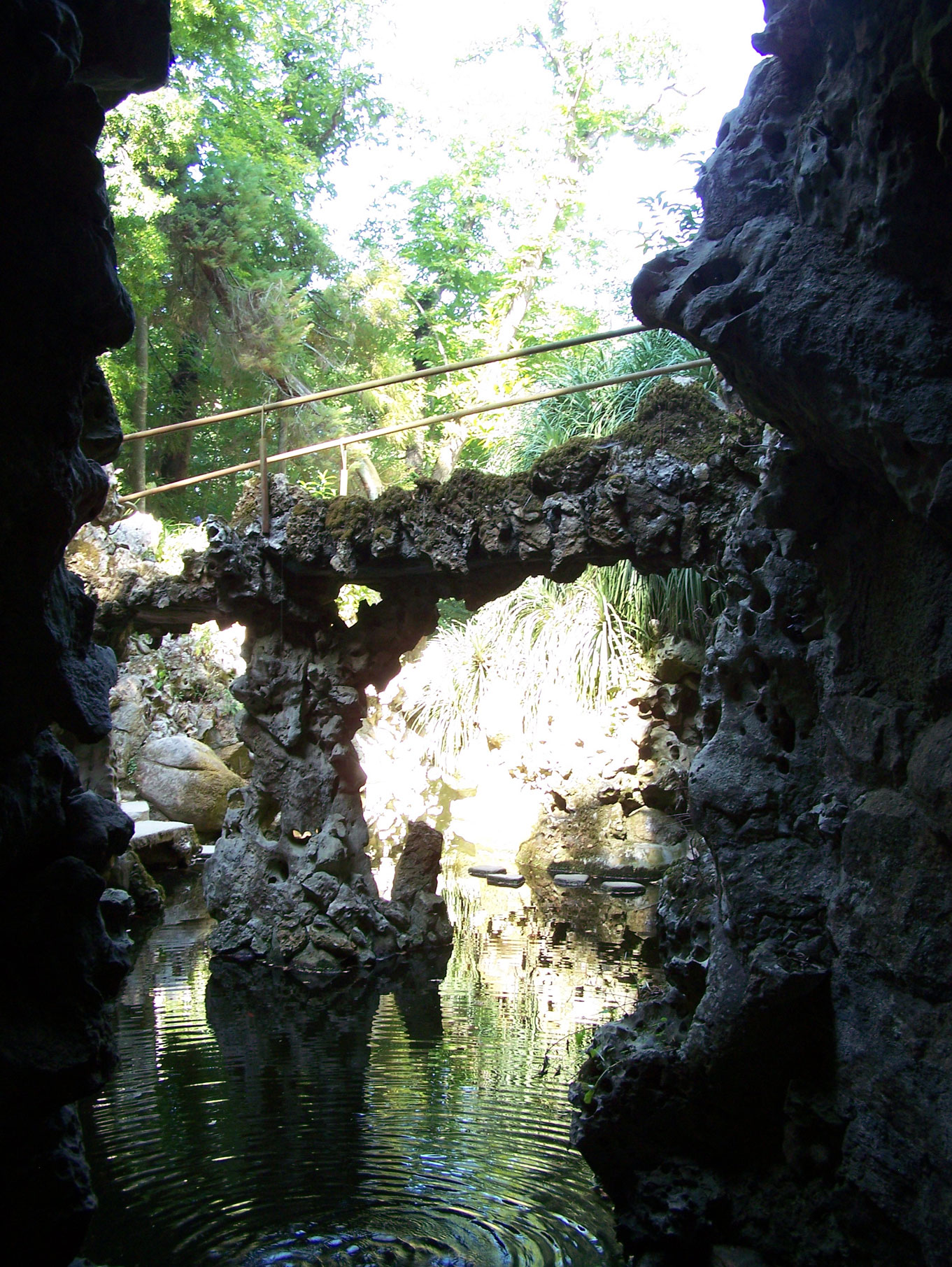

### Grotta d'Oriente (Gruta do Oriente)

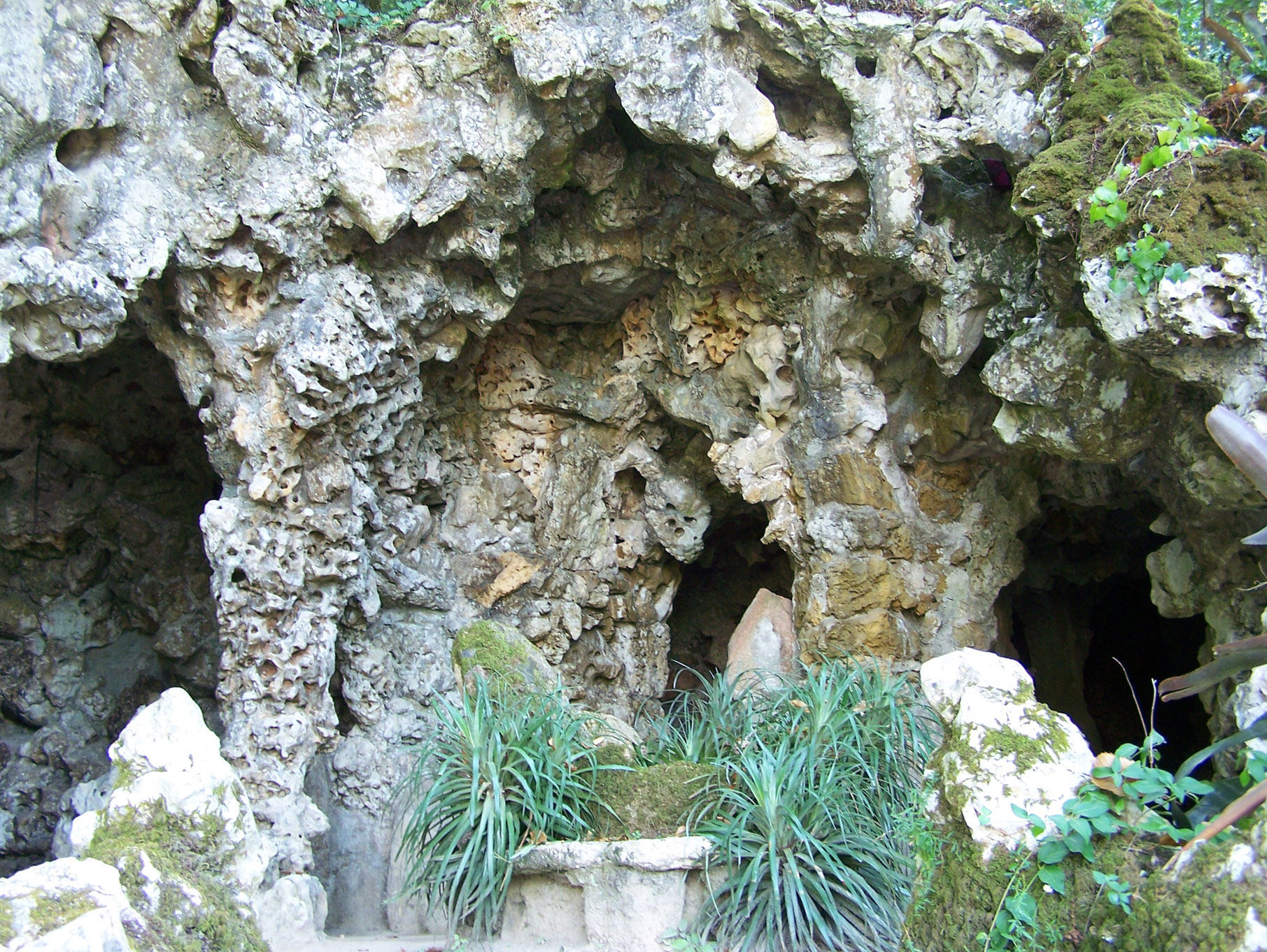

## Curiosità
- La tenuta è servita da sfondo al video musicale della canzone Cavaleiro Monge (da un testo di Fernando Pessoa), interpretata dalla cantante di fado Mariza.[14]